# Torneo Apertura 2012 (México)
El Torneo Apertura 2012 fue la edición LXXXVIII del campeonato de liga de la Primera División del fútbol mexicano; se trató del 33º torneo corto, luego del cambio en el formato de competencia, con el que se abrió la temporada 2012-13; y también definió quienes fueron los tres equipos que clasificaron a la Copa Libertadores 2013. Además de haber recibido al equipo de León, quien ascendió el 12 de mayo del 2012, equipo que estuvo 10 años en la Liga de Ascenso.
Tijuana se convirtió en el equipo más joven en conseguir el título de liga en el fútbol mexicano; 18 meses después de ascender (Apertura 2011), y luego de vencer a Toluca en la final con global de 4 -1. En total le tomó a los Xolos 59 partidos en primera división para lograrlo.

## Sistema de competición
El torneo de la Liga MX, está conformado en dos partes:
- Fase de calificación: Que se integra por las 17 jornadas del torneo.
- Fase final: Que se integra por los partidos de cuartos de final, semifinal y final.

### Fase de calificación
En la fase de calificación se observará el sistema de puntos. La ubicación en la tabla general está sujeta a lo siguiente:
- Por juego ganado se obtendrán tres puntos.
- Por juego empatado se obtendrá un punto.
- Por juego perdido no se otorgan puntos.

En esta fase participan los 18 clubes de la Liga MX jugando en cada torneo todos contra todos durante las 17 jornadas respectivas, a un solo partido.
El orden de los clubes al final de la Fase de Calificación del torneo corresponderá a la suma de los puntos obtenidos por cada uno de ellos y se presentará en forma descendente. Si al finalizar las 17 jornadas del torneo, dos o más clubes estuviesen empatados en puntos, su posición en la Tabla general será determinada atendiendo a los siguientes criterios de desempate:
1. Mejor diferencia entre los goles anotados y recibidos.
2. Mayor número de goles anotados.
3. Marcadores particulares entre los Clubes empatados.
4. Mayor número de goles anotados como visitante.
5. Mejor ubicado en la Tabla general de cociente
6. Tabla Fair Play
7. Sorteo.

Para determinar los lugares que ocuparán los clubes que participen en la fase final del torneo se tomará como base la Tabla general de clasificación.
Participan automáticamente por el título de Campeón de la Liga MX los 8 primeros clubes de la Tabla general de clasificación al término de las 17 jornadas.

### Fase final
Los ocho clubes calificados para la fase final del torneo serán reubicados de acuerdo con el lugar que ocupen en la Tabla general de clasificación al término de la jornada 17, correspondiéndole el puesto número uno al club mejor clasificado, y así sucesivamente hasta el número ocho. Los partidos correspondientes a la fase final se desarrollarán a visita recíproca, en las siguientes etapas:
- Cuartos de final
- Semifinales
- Final

Los clubes vencedores en los partidos de cuartos de final y semifinal serán aquellos que en los dos juegos anoten el mayor número de goles. De existir empate en el número de goles anotados, la posición se definirá a favor del club con mayor cantidad de goles a favor cuando actúe como visitante.
Si una vez aplicado el criterio anterior los clubes siguieran empatados, se observará la posición de los clubes en la tabla general de clasificación.
Los partidos correspondientes a la Fase final se jugarán obligatoriamente los días miércoles y sábado, y jueves y domingo eligiendo, en su caso, exclusivamente en forma descendente, los cuatro Clubes mejor clasificados en la Tabla general al término de la jornada 17, el día y horario de su partido como local. Los siguientes cuatro Clubes podrán elegir únicamente el horario.
El Club vencedor de la Final y por lo tanto Campeón, será aquel que en los dos partidos anote el mayor número de goles. Si al término del tiempo reglamentario el partido está empatado, se agregarán dos tiempos extras de 15 minutos cada uno. De persistir el empate en estos periodos, se procederá a lanzar tiros penales hasta que resulte un vencedor.
Los partidos de cuartos de final se jugarán de la siguiente manera:
1.º vs 8.º

2.º vs 7.º

3.º vs 6.º

4.º vs 5.º
En las semifinales participarán los cuatro clubes vencedores de cuartos de final, reubicándolos del uno al cuatro, de acuerdo a su mejor posición en la Tabla general de clasificación al término de la jornada 17 del torneo correspondiente, enfrentándose:
1.º vs 4.º

2.º vs 3.º
Disputarán el título de Campeón de los Torneos de Apertura 2012 los dos clubes vencedores de la fase semifinal correspondiente, reubicándolos del uno al dos, de acuerdo a su mejor posición en la Tabla general de clasificación al término de la jornada 17 de cada torneo.

## Equipos por Entidad Federativa
Para esta temporada 2012-13, la entidad federativa de la República Mexicana con más equipos profesionales en la Primera División es el Distrito Federal con tres equipos. Con la incorporación del Club Tijuana a la Primera División de México se da una diferencia horaria a la del centro de México (UTC-6), así que cuando Tijuana juegue como local los domingos a las 12:00 del mediodía, en el centro de México serán los domingos a las 2:00 de la tarde, a excepción de la semana del 30 de octubre al 5 de noviembre, puesto que la ciudad de Tijuana se incorpora al horario de invierno hasta el 6 de noviembre (en este lapso de tiempo, solo habrá una hora de diferencia entre Tijuana y el centro de México), al estar ubicada en la Frontera entre Estados Unidos y México.
| Santos Pachuca Monterrey Tigres Morelia Atlas Guadalajara León San Luis Querétaro Tijuana Puebla Toluca América Cruz Azul UNAM Jaguares Atlante | \| Entidad Federativa \| N.º \| Equipos \| \| ------------------ \| --- \| ------------------------- \| \| Distrito Federal \| 3 \| América, Cruz Azul y UNAM \| \| Jalisco \| 2 \| Atlas y Guadalajara \| \| Nuevo León \| 2 \| Monterrey y Tigres \| \| Baja California \| 1 \| Tijuana \| \| Chiapas \| 1 \| Jaguares \| \| Coahuila \| 1 \| Santos \| \| Estado de México \| 1 \| Toluca \| \| Guanajuato \| 1 \| León \| \| Hidalgo \| 1 \| Pachuca \| \| Michoacán \| 1 \| Morelia \| \| Puebla \| 1 \| Puebla \| \| Querétaro \| 1 \| Querétaro \| \| Quintana Roo \| 1 \| Atlante \| \| San Luis Potosí \| 1 \| San Luis \| |                           |
| Entidad Federativa | N.º | Equipos                   |
| Distrito Federal | 3 | América, Cruz Azul y UNAM |
| Jalisco | 2 | Atlas y Guadalajara       |
| Nuevo León | 2 | Monterrey y Tigres        |
| Baja California | 1 | Tijuana                   |
| Chiapas | 1 | Jaguares                  |
| Coahuila | 1 | Santos                    |
| Estado de México | 1 | Toluca                    |
| Guanajuato | 1 | León                      |
| Hidalgo | 1 | Pachuca                   |
| Michoacán | 1 | Morelia                   |
| Puebla | 1 | Puebla                    |
| Querétaro | 1 | Querétaro                 |
| Quintana Roo | 1 | Atlante                   |
| San Luis Potosí | 1 | San Luis                  |

## Información de los equipos

### Ascenso y descenso
| Pos. | Descendido al Ascenso MX |
| ---- | ------------------------ |
| 18.º | Estudiantes Tecos        |

| Pos. | Ascendido a la Liga MX |
| ---- | ---------------------- |
| 1.º  | León                   |

| Equipo      | Entrenador             | Estadio                      | Capacidad | Ciudad                           | Patrocinador          | Kit          |
| ----------- | ---------------------- | ---------------------------- | --------- | -------------------------------- | --------------------- | ------------ |
| América     | Miguel Herrera         | Azteca                       | 105.064   | México, D. F.                    | Bimbo                 | Nike         |
| Atlante     | Ricardo La Volpe       | Olímpico Andrés Quintana Roo | 20.000    | Cancún, Quintana Roo             | Cancún                | Garcis       |
| Atlas       | Tomás Boy              | Jalisco                      | 56,713    | Guadalajara, Jalisco             | Akron                 | Atlética     |
| Cruz Azul   | Guillermo Vázquez Jr.  | Azul                         | 35,161    | México, D. F.                    | Cemento Cruz Azul     | Umbro        |
| Guadalajara | John Van't Schip       | Omnilife                     | 49,850    | Guadalajara, Jalisco             | Bimbo                 | Adidas       |
| Jaguares    | José Guadalupe Cruz    | Víctor Manuel Reyna          | 31,500    | Tuxtla Gutiérrez, Chiapas        | Boing, Seguro Popular | Joma         |
| León        | Gustavo Matosas        | León                         | 33,943    | León, Guanajuato                 | Caja Popular Mexicana | Pirma        |
| Monterrey   | Víctor Manuel Vucetich | Tecnológico                  | 36,485    | Monterrey, Nuevo León            | Bimbo                 | Nike         |
| Morelia     | Rubén Omar Romano      | Morelos                      | 41,056    | Morelia, Michoacán               | Bridgestone           | Nike         |
| Pachuca     | Hugo Sánchez           | Hidalgo                      | 30,024    | Pachuca, Hidalgo                 | Gamesa                | Nike         |
| Puebla      | Carlos Poblete         | Cuauhtémoc                   | 42,648    | Puebla, Puebla                   | Volkswagen            | Nike*        |
| Querétaro   | Sergio Bueno           | Corregidora                  | 38,575    | Querétaro, Querétaro             | Boing, Caja Libertad  | Atlética     |
| San Luis    | Álex Aguinaga          | Alfonso Lastras Ramírez      | 30,000    | San Luis Potosí, San Luis Potosí | Caja Popular Mexicana | Pirma        |
| Santos      | Benjamín Galindo       | TSM Corona                   | 30,000    | Torreón, Coahuila                | Soriana               | Puma         |
| Tigres      | Ricardo Ferretti       | Universitario                | 45,789    | Monterrey, Nuevo León            | Cemex                 | Adidas       |
| Tijuana     | Antonio Mohamed        | Caliente                     | 16,000    | Tijuana, Baja California         | Caliente              | Nike         |
| Toluca      | Enrique Meza           | Nemesio Díez                 | 27,000    | Toluca, Estado de México         | Banamex               | Under Armour |
| UNAM        | Antonio Torres Servín  | Olímpico Universitario       | 63,186    | México, D. F.                    | Banamex               | Puma         |

### Cambios de entrenadores
| Equipo               | Entrenador (jornadas)                                                          |
| -------------------- | ------------------------------------------------------------------------------ |
| Puebla FC            | Daniel Bartolotta (1-5) Daniel Guzmán (6-17)                                   |
| San Luis FC          | José Luis Trejo (1-6) Álex Aguinaga* (7-17)                                    |
| UNAM                 | Joaquín del Olmo (1-6) Antonio Torres Servín* (7, 16-17) Mario Carrillo (8-15) |
| Atlas de Guadalajara | Juan Carlos Chávez (1-6) Tomás Boy (7-17)                                      |
| Querétaro FC         | Carlos de los Cobos (1-7) Sergio Bueno (8-17)                                  |

* Director Técnico interino.

## Estadios
|                                                                                          |                                                                            |                                                                                       |
|                                                                                          |                                                                            |                                                                                       |
| Estadio Azteca Ciudad: México Capacidad: 105.064 Club: América                           | Estadio Olímpico Universitario Ciudad: México Capacidad: 63.186 Club: UNAM | Estadio Jalisco Ciudad: Guadalajara Capacidad: 56.713 Club: Atlas                     |
|                                                                                          |                                                                            |                                                                                       |
| Estadio Omnilife Ciudad: Guadalajara Capacidad: 49,850 Club: Guadalajara                 | Estadio Cuauhtémoc Ciudad: Puebla Capacidad: 42.648 Club: Puebla           | Estadio Universitario Ciudad: Monterrey Capacidad: 42.000 Club: Tigres                |
|                                                                                          |                                                                            |                                                                                       |
| Estadio Morelos Ciudad: Morelia Capacidad: 41.056 Club: Monarcas Morelia                 | Estadio Corregidora Ciudad: Querétaro Capacidad: 38.575 Club: Querétaro    | Estadio Tecnológico Ciudad: Monterrey Capacidad: 36.485 Club: Monterrey               |
|                                                                                          |                                                                            |                                                                                       |
| Estadio Azul Ciudad: Ciudad de México Capacidad: 35.161 Club: Cruz Azul                  | Estadio León Ciudad: León Capacidad: 33.943 Club: León                     | Estadio Víctor Manuel Reyna Ciudad: Tuxtla Gutiérrez Capacidad: 30.222 Club: Jaguares |
|                                                                                          |                                                                            |                                                                                       |
| Estadio Hidalgo Ciudad: Pachuca Capacidad: 30,024 Club: Pachuca                          | Estadio TSM Corona Ciudad: Torreón Capacidad: 30.000 Club: Santos          | Estadio Nemesio Díez Ciudad: Toluca Capacidad: 27,000 Club: Toluca                    |
|                                                                                          |                                                                            |                                                                                       |
| Estadio Alfonso Lastras Ramírez Ciudad: San Luis Potosí Capacidad: 24.000 Club: San Luis | Estadio Caliente Ciudad: Tijuana Capacidad: 22,333 Club: Tijuana           | Estadio Olímpico Andrés Quintana Roo Ciudad: Cancún Capacidad: 20,000 Club: Atlante   |

## Altas y bajas[2]
| América | América |
| ------- | --- |
| Altas:  | Adrián Aldrete (Morelia) Rubens Sambueza (Estudiantes Tecos) Efraín Juárez (Celtic Glasgow) |
| Bajas:  | Vicente Matías Vuoso (Atlas) Lugiani Gallardo (Necaxa) Óscar A. Rojas (Pachuca) Oswaldo Vizcarrondo (Lanús) Renato Michell González (Mérida) Luis Ernesto Olascoaga (Necaxa) Daniel Omar Márquez (Necaxa) |

| Atlante | Atlante |
| ------- | --- |
| Altas:  | Jorge Villalpando (Atlas) Esteban Paredes (Colo Colo de Chile) Israel Martínez (Querétaro) Ignacio Torres (San Luis) Valdo (Levante Unión Deportiva) Cristian Maidana (Rangers de Talca) |
| Bajas:  | Armando Navarrete (Necaxa) Alex Diego (Lobos BUAP) Mario Ortiz (Puebla) Sonny Guadarrama (Mérida) Andrés Mendoza Juan Cuevas Hebert Alférez (Lobos BUAP) Eduardo Arce Peña (Celaya) Jorge Hernández González (Tijuana) Luis David Velázquez (Altamira) Gerardo Omar Castillo (Dorados) Michael Arroyo (Barcelona de Guayaquil) |

| Atlas  | Atlas |
| ------ | --- |
| Altas: | Sergio Amaury Ponce (Querétaro) Vicente Matías Vuoso (América) Christian Sánchez (San Luis) Luis Alonso Sandoval (Morelia) Luis Bolaños (Liga Deportiva Universitaria de Quito) Héctor Mancilla (Tigres) |
| Bajas: | Francisco Torres (Monarcas) Alonso Zamora (Tigres) Saúl Villalobos (León) Jorge Villalpando (Atlante) Efrén Mendoza (Pachuca) Arturo Paganoni (Toluca)                                                   |

| Cruz Azul | Cruz Azul |
| --------- | --- |
| Altas:    | Mariano Pavone (Lanús) Luis Amaranto Perea (Atlético de Madrid) Rogelio Chávez(Atlas) Alejandro Castro Flores(Estudiantes Tecos) Pablo Barrera (Real Zaragoza) |
| Bajas:    | Emanuel Villa (UNAM) Edixon Perea (Chagchun Yatai) Waldo Ponce (U De Chile)                                                                                    |

| Guadalajara | Guadalajara |
| ----------- | --- |
| Altas:      | Michel Vázquez (Estudiantes Tecos) Juan Ocampo(Querétaro) Jesús Padilla(Reboceros de La Piedad) Christian Pérez (Querétaro) Luis Ernesto Pérez(Monterrey) Rafael Márquez Lugo(Morelia) José Antonio Rodríguez(Veracruz) Diego Martínez(La Piedad) |
| Bajas:      | Jonny Magallón (León) Edgar Mejia (León) Alberto Medina (Pachuca) Víctor Hugo Hernández (Puebla) Antonio Salazar (Jaguares) Dionicio Escalante (Querétaro) Jorge Mona (Correcaminos)                                                              |

| Jaguares | Jaguares |
| -------- | --- |
| Altas:   | Antonio Salazar (Guadalajara) Elgabry Rangel (Estudiantes Tecos) Alan Zamora (Puebla) Jorge Zarate (Lobos BUAP) José Carlos Castillo (VCU Rams) Mariano Trujillo (Chivas USA) Cristian Trombetta (Arsenal de Sarandí) |
| Bajas:   | Jorge Villalpando (Atlante) Jorge Hernández (Pachuca) Gustavo Ruelas (Veracruz) Jackson Martínez(FC Porto) |

| León   | León |
| ------ | --- |
| Altas: | Jonny Magallon (Guadalajara) Edgar Mejia (Guadalajara) Christian Martínez (Estudiantes Tecos) Edgar Pacheco(Tigres) Juan Carlos Rojas (Pachuca) Othoniel Arce (Monterrey) Saúl Villalobos (Atlas) Juan José Calderón (Toluca) Matias Britos (Defensor Sporting) Javier Muñoz Mustafa (Pachuca) |
| Bajas: | Marco Ivan Pérez (San Luis) |

| Monterrey | Monterrey                                             |
| --------- | ----------------------------------------------------- |
| Altas:    | Edgar Iván Solís (Estudiantes Tecos)                  |
| Bajas:    | Luis Ernesto Pérez (Guadalajara) Othoniel Arce (León) |

| Morelia | Morelia |
| ------- | --- |
| Altas:  | Carlos Adrián Morales (Santos) Francisco Torres (Atlas) José Antonio Olvera (Santos) Rodrigo Salinas (Puebla) Carlos Ochoa (Santos) Uriel Álvarez (Veracruz) Jefferson Montero (Real Betis) Antonio Pedroza (Crystal Palace Football Club)    |
| Bajas:  | Adrián Aldrete (América) Jaime Lozano (UNAM) Luis Alonso Sandoval (Atlas) Felipe de Jesús Ayala (Correcaminos) Jorge Gastelum (Puebla) Marvin Cabrera (Toluca) Rafael Márquez Lugo (Guadalajara) Gerardo Lugo (Santos) Edison Toloza (Puebla) |

| Pachuca | Pachuca |
| ------- | --- |
| Altas:  | Néstor Calderón (Toluca) Alberto Medina (Guadalajara) Jorge Hernández (Jaguares) Óscar A. Rojas (América) Efrén Mendoza (Atlas) Nery Castillo (Aris Salonika) Raúl Tamudo (Rayo Vallecano) |
| Bajas:  | Gerardo Rodríguez (Toluca) Edy Brambila (Toluca) Jorge Hernández (Jaguares) Horacio Cervantes (Necaxa) Juan Carlos Rojas (León) Javier Muñoz Mustafa (Leòn)                                |

| Puebla | Puebla |
| ------ | --- |
| Altas: | Herminio Miranda (Nacional de Paraguay) Diego de Buen (Pumas) Jorge Gastelum (Morelia) Edinson Toloza (Morelia) Víctor Hugo Hernández (Guadalajara) Jesús Chávez (San Luis) Isaac Romo (Querétaro) Hiber Ruiz (Libre) Efraín Dimayuga (Libre) Mario Ortiz (Atlante) Bernardo Sainz (Neza) Matías Alustiza (Deportivo Quito) |
| Bajas: | Luis García Sanz (Pumas) Luis Ángel Landín (Querétaro) Rodrigo Salinas (Morelia) Gonzalo Pineda (Querétaro) Lucas Silva (Toluca) Jonathan Lacerda (Necaxa) Obed Rincón (La Piedad) Diego Campos (U. de G.) Álvaro Ortíz (Lobos BUAP) Alan Zamora (Jaguares)                                                                 |

| UNAM   | UNAM |
| ------ | --- |
| Altas: | Emanuel Villa (Cruz Azul) Martín Romagnoli (Toluca) Luis García Sanz (Puebla) Jaime Lozano (Morelia) Jehu Chiapas(San Luis) Fernando Morales(San Luis) Pablo Bonells(Club Celaya) |
| Bajas: | Juan Carlos Cacho (Toluca) Diego de Buen (Puebla) |

| Querétaro | Querétaro |
| --------- | --- |
| Altas:    | Marvin Piñón (Correcaminos) Diego De La Torre (Toluca) Armando Pulido (Tijuana) Daniel Alcantar(San Luis) Leonel Olmedo (San Luis) Juan Guillermo Castillo (Liverpool de Uruguay) Diego Guastavino (Brann de Noruega) Gustavo Vera (Levante UD de España) Carlos Bueno (San Lorenzo) Luis Ángel Landín (Puebla) David Stringel (Altamira) Jorge Valencia (Tigres) Juan Carlos Enríquez (Santos) Jonathan de León (Los Ángeles Blues MLS) Gonzalo Pineda (Puebla) Dionicio Escalante (Guadalajara) Francisco Vidal (Libre) |
| Bajas:    | Liborio Sánchez (Guadalajara) Sergio Amaury Ponce (Atlas) Emilio López (San Luis) Raúl Rico (Veracruz) Jorge Ibarra (Altamira) Daley Mena (Dorados) Juan Ocampo (Guadalajara) Christian Pérez (Guadalajara) |

| San Luis | San Luis |
| -------- | --- |
| Altas:   | Marco Iván Pérez (León) Juan Carlos Silva (Pachuca) Emmanuel Cerda (Tigres) José Antonio Castro (Estudiantes Tecos) Emilio López (Querétaro) Félix Araujo (Toluca) Luis Ángel Mendoza (La Piedad) Sebastián Fernández (Danubio de Uruguay) Andrés Cadavid (Deportivo Cali) Santiago Trellez (Independiente de Medellín) |
| Bajas:   | Alfredo Moreno (Tijuana) Ignacio Torres (Mérida) Daniel Alcantar (Querétaro) Christian Sánchez (Atlas) Pablo César Aguilar (Tijuana) Jesús Chávez (Puebla) Aníbal Matellán (Argentinos Juniors) |

| Santos | Santos |
| ------ | --- |
| Altas: | Oswaldo Alanis (Estudiantes Tecos) Edgar Gerardo Lugo (Monarcas Morelia) Walter Sandoval (Fuerzas Básicas Tecos)                                                      |
| Bajas: | Santiago Hoyos Carlos Ochoa (Morelia) Carlos Adrián Morales (Morelia) Jaime Toledo (Veracruz) Antonio Olvera (Morelia) Juan Carlos Enríquez (Querétaro) Enrique López |

| Tigres | Tigres |
| ------ | --- |
| Altas: | Taufic Guarch (Espanyol de Barcelona) Alonso Zamora (Atlas) Dieter Vargas (Fuerzas Básicas del San Luis) Luis García Fernández (Real Zaragoza)                                                                              |
| Bajas: | Edgar Pacheco (León) Emmanuel Cerda (San Luis) José Antonio Castro (San Luis) Armando Pulido (Querétaro) Héctor Mancilla (Atlas) Luis Ángel García (Tijuana) Jorge Valencia (Querétaro) Lampros Kontogiannis (Correcaminos) |

| Tijuana | Tijuana |
| ------- | --- |
| Altas:  | Fidel Martínez (Deportivo Quito de Ecuador) Diego Alberto Olsina (Correcaminos) Alfredo Moreno (San Luis) Raúl Nava (Toluca) Jorge Hernández (Atlante) Pablo César Aguilar (San Luis) Luis Ángel García (Tigres) Cristian Pellerano (Independiente de Avellaneda) |
| Bajas:  | Dayro Moreno (Once Caldas) Leandro Fernández Luis Orozco (Veracruz) Armando Pulido (Querétaro) Mauro Gerk (Cruz Azul Hidalgo) Ismael Íñiguez (Lobos BUAP) |

| Toluca | Toluca |
| ------ | --- |
| Altas: | Juan Carlos Cacho (Pumas) Gerardo Rodríguez (Pachuca) Edy Brambila (Pachuca) Marvin Cabrera (Monarcas Morelia) Lucas Silva (Puebla) Jesús Arturo Paganoni (Atlas) Wislon Thiago (Internacional de Porto Alegre Edgar Benítez (Club Cerro Porteño) |
| Bajas: | Martín Romagnoli (UNAM) Néstor Calderon (Pachuca) Raúl Nava (Tijuana) Félix Araujo (San Luis) Diego de la Torre (Querétaro) Juan José Calderón (León) José Manuel Cruzalta (Lobos BUAP) Manuel de la Torre (Lobos BUAP) Ivan Alonso               |

## Torneo Regular
- Los horarios son correspondientes al Tiempo del Centro de México (UTC −6 y UTC −5 en horario de verano).[3]

| Local     | Resultado | Visitante   | Estadio                      | Fecha                   | Canal TV     |
| Jaguares  | [http://www.ligamx.net/home/plaincards/noticia.html?Id=34 (enlace roto disponible en Internet Archive; véase el historial, la primera versión y la última). 0:4 (0:4) ] | Tigres      | Víctor Manuel Reyna          | 20 de julio 19:30       | {{{canal1}}} |
| Tijuana   | [http://www.ligamx.net/home/plaincards/noticia.html?Id=32 (enlace roto disponible en Internet Archive; véase el historial, la primera versión y la última). 2:0 (1:0) ] | Puebla      | Caliente                     | 20 de julio 19:30 UTC-7 | {{{canal2}}} |
| Cruz Azul | [http://www.ligamx.net/home/plaincards/noticia.html?Id=39 (enlace roto disponible en Internet Archive; véase el historial, la primera versión y la última). 0:0 ]       | Morelia     | Azul                         | 21 de julio 17:00       | {{{canal3}}} |
| Querétaro | [http://www.ligamx.net/home/plaincards/noticia.html?Id=40 (enlace roto disponible en Internet Archive; véase el historial, la primera versión y la última). 0:2 (0:1) ] | León        | Corregidora                  | 21 de julio 17:00       | {{{canal4}}} |
| Monterrey | [http://www.ligamx.net/home/plaincards/noticia.html?Id=41 (enlace roto disponible en Internet Archive; véase el historial, la primera versión y la última). 0:0 ]       | América     | Tecnológico                  | 21 de julio 19:00       | {{{canal5}}} |
| Santos    | [http://www.ligamx.net/home/plaincards/noticia.html?Id=42 (enlace roto disponible en Internet Archive; véase el historial, la primera versión y la última). 2:1 (1:1) ] | San Luis    | TSM Corona                   | 21 de julio 19:00       | {{{canal6}}} |
| Atlas     | [http://www.ligamx.net/home/plaincards/noticia.html?Id=45 (enlace roto disponible en Internet Archive; véase el historial, la primera versión y la última). 1:1 (0:1) ] | UNAM        | Jalisco                      | 21 de julio 21:00       | {{{canal7}}} |
| Toluca    | [http://www.ligamx.net/home/plaincards/noticia.html?Id=49 (enlace roto disponible en Internet Archive; véase el historial, la primera versión y la última). 2:1 (2:0) ] | Guadalajara | Nemesio Díez                 | 22 de julio 12:00       | {{{canal8}}} |
| Atlante   | 0:0 | Pachuca     | Olímpico Andrés Quintana Roo | 22 de julio 18:00       | {{{canal9}}} |

| Local       | Resultado | Visitante | Estadio                 | Fecha             | Canal TV     |
| Morelia     | [http://www.ligamx.net/home/plaincards/noticia.html?Id=99 (enlace roto disponible en Internet Archive; véase el historial, la primera versión y la última). 1:0 (1:0) ]  | Monterrey | Morelos                 | 27 de julio 19:30 | {{{canal1}}} |
| León        | [http://www.ligamx.net/home/plaincards/noticia.html?Id=101 (enlace roto disponible en Internet Archive; véase el historial, la primera versión y la última). 4:0 (1:0) ] | Tijuana   | León                    | 27 de julio 21:30 | {{{canal2}}} |
| América     | [http://www.ligamx.net/home/plaincards/noticia.html?Id=103 (enlace roto disponible en Internet Archive; véase el historial, la primera versión y la última). 4:2 (1:1) ] | Jaguares  | Azteca                  | 28 de julio 17:00 | {{{canal3}}} |
| Tigres      | [http://www.ligamx.net/home/plaincards/noticia.html?Id=110 (enlace roto disponible en Internet Archive; véase el historial, la primera versión y la última). 2:1 (0:0) ] | Atlante   | Universitario           | 28 de julio 19:00 | {{{canal4}}} |
| Pachuca     | [http://www.ligamx.net/home/plaincards/noticia.html?Id=108 (enlace roto disponible en Internet Archive; véase el historial, la primera versión y la última). 0:3 (0:0) ] | Atlas     | Hidalgo                 | 28 de julio 19:00 | {{{canal5}}} |
| San Luis    | [http://www.ligamx.net/home/plaincards/noticia.html?Id=111 (enlace roto disponible en Internet Archive; véase el historial, la primera versión y la última). 1:2 (0:1) ] | Cruz Azul | Alfonso Lastras Ramírez | 28 de julio 21:00 | {{{canal6}}} |
| UNAM        | [http://www.ligamx.net/home/plaincards/noticia.html?Id=114 (enlace roto disponible en Internet Archive; véase el historial, la primera versión y la última). 3:0 (2:0) ] | Querétaro | Olímpico Universitario  | 29 de julio 12:00 | {{{canal7}}} |
| Puebla      | [http://www.ligamx.net/home/plaincards/noticia.html?Id=113 (enlace roto disponible en Internet Archive; véase el historial, la primera versión y la última). 1:3 (1:2) ] | Toluca    | Cuauhtémoc              | 29 de julio 12:00 | {{{canal8}}} |
| Guadalajara | 0:1 (0:0) | Santos    | Omnilife                | 29 de julio 17:00 | {{{canal9}}} |

| Local     | Resultado | Visitante   | Estadio                      | Fecha                   | Canal TV     |
| Santos    | 2:2 (2:0) | Puebla      | TSM Corona                   | 3 de agosto 19:00       | {{{canal1}}} |
| Tijuana   | [http://www.ligamx.net/home/plaincards/noticia.html?Id=167 (enlace roto disponible en Internet Archive; véase el historial, la primera versión y la última). 1:0 (1:0) ] | UNAM        | Caliente                     | 3 de agosto 17:30 UTC-7 | {{{canal2}}} |
| Morelia   | 3:3 (1:1) | San Luis    | Morelos                      | 3 de agosto 21:30       | {{{canal3}}} |
| Querétaro | 0:1 (0:0) | Pachuca     | Corregidora                  | 4 de agosto 17:00       | {{{canal4}}} |
| Cruz Azul | 0:0 | Guadalajara | Azul                         | 4 de agosto 17:00       | {{{canal5}}} |
| Monterrey | [http://www.ligamx.net/home/plaincards/noticia.html?Id=177 (enlace roto disponible en Internet Archive; véase el historial, la primera versión y la última). 2:1 (2:1) ] | Jaguares    | Tecnológico                  | 4 de agosto 19:00       | {{{canal6}}} |
| Atlas     | 0:0 | Tigres      | Jalisco                      | 4 de agosto 21:00       | {{{canal7}}} |
| Toluca    | 2:1 (2:1) | León        | Nemesio Díez                 | 5 de agosto 12:00       | {{{canal8}}} |
| Atlante   | 2:2 (2:0) | América     | Olímpico Andrés Quintana Roo | 5 de agosto 18:00       | {{{canal9}}} |

| Local       | Resultado | Visitante | Estadio                 | Fecha              | Canal TV     |
| Jaguares    | [http://www.ligamx.net/home/plaincards/noticia.html?Id=226 (enlace roto disponible en Internet Archive; véase el historial, la primera versión y la última). 1:2 (0:0) ] | Atlante   | Víctor Manuel Reyna     | 10 de agosto 17:30 | {{{canal1}}} |
| León        | 3:0 (1:0) | Santos    | León                    | 10 de agosto 20:30 | {{{canal2}}} |
| América     | 1:1 (0:1) | Atlas     | Estadio Azteca          | 11 de agosto 17:00 | {{{canal3}}} |
| Pachuca     | [http://www.ligamx.net/home/plaincards/noticia.html?Id=236 (enlace roto disponible en Internet Archive; véase el historial, la primera versión y la última). 2:2 (0:1) ] | Tijuana   | Hidalgo                 | 11 de agosto 19:00 | {{{canal4}}} |
| Tigres      | 2:2 (0:0) | Querétaro | Universitario           | 11 de agosto 19:00 | {{{canal5}}} |
| San Luis    | [http://www.ligamx.net/home/plaincards/noticia.html?Id=240 (enlace roto disponible en Internet Archive; véase el historial, la primera versión y la última). 1:1 (0:1) ] | Monterrey | Alfonso Lastras Ramírez | 11 de agosto 21:00 | {{{canal6}}} |
| Puebla      | 0:1 (0:0) | Cruz Azul | Cuauhtémoc              | 12 de agosto 12:00 | {{{canal7}}} |
| UNAM        | [http://www.ligamx.net/home/plaincards/noticia.html?Id=243 (enlace roto disponible en Internet Archive; véase el historial, la primera versión y la última). 1:2 (1:1) ] | Toluca    | Olímpico Universitario  | 12 de agosto 12:00 | {{{canal8}}} |
| Guadalajara | 1:1 (0:1) | Morelia   | Omnilife                | 12 de agosto 18:00 | {{{canal9}}} |

| Local     | Resultado | Visitante   | Estadio                 | Fecha                    | Canal TV     |
| Tijuana   | 2:1 (2:0) | Tigres      | Caliente                | 17 de agosto 17:30 UTC-7 | {{{canal1}}} |
| Morelia   | 3:0 (2:0) | Puebla      | Morelos                 | 17 de agosto 21:30       | {{{canal2}}} |
| Cruz Azul | 1:1 (0:0) | León        | Azul                    | 17 de agosto 21:30       | {{{canal3}}} |
| Querétaro | 0:4 (0:3) | América     | Corregidora             | 18 de agosto 17:00       | {{{canal4}}} |
| Santos    | [http://www.ligamx.net/home/plaincards/noticia.html?Id=302 (enlace roto disponible en Internet Archive; véase el historial, la primera versión y la última). 1:2 (0:1) ] | UNAM        | TSM Corona              | 18 de agosto 19:00       | {{{canal5}}} |
| Monterrey | 1:1 (1:0) | Atlante     | Tecnológico             | 18 de agosto 19:00       | {{{canal6}}} |
| San Luis  | 0:1 (0:0) | Guadalajara | Alfonso Lastras Ramírez | 18 de agosto 21:00       | {{{canal7}}} |
| Atlas     | 1:1 (1:0) | Jaguares    | Jalisco                 | 18 de agosto 21:00       | {{{canal8}}} |
| Toluca    | 1:0 (0:0) | Pachuca     | Nemesio Díez            | 19 de agosto 12:00       | {{{canal9}}} |

| Local       | Resultado | Visitante | Estadio                      | Fecha              | Canal TV     |
| Jaguares    | [http://www.ligamx.net/home/plaincards/noticia.html?Id=403 (enlace roto disponible en Internet Archive; véase el historial, la primera versión y la última). 2:1 (0:0) ] | Querétaro | Víctor Manuel Reyna          | 24 de agosto 19:30 | {{{canal1}}} |
| León        | [http://www.ligamx.net/home/plaincards/noticia.html?Id=404 (enlace roto disponible en Internet Archive; véase el historial, la primera versión y la última). 1:3 (0:2) ] | Morelia   | León                         | 24 de agosto 20:30 | {{{canal2}}} |
| América     | [http://www.ligamx.net/home/plaincards/noticia.html?Id=411 (enlace roto disponible en Internet Archive; véase el historial, la primera versión y la última). 0:1 (0:1) ] | Tijuana   | Azteca                       | 25 de agosto 17:00 | {{{canal3}}} |
| Pachuca     | 0:0 | Santos    | Hidalgo                      | 25 de agosto 19:00 | {{{canal4}}} |
| Tigres      | [http://www.ligamx.net/home/plaincards/noticia.html?Id=414 (enlace roto disponible en Internet Archive; véase el historial, la primera versión y la última). 1:1 (1:1) ] | Toluca    | Universitario                | 25 de agosto 19:00 | {{{canal5}}} |
| Puebla      | [http://www.ligamx.net/home/plaincards/noticia.html?Id=419 (enlace roto disponible en Internet Archive; véase el historial, la primera versión y la última). 1:0 (1:0) ] | San Luis  | Cuauhtémoc                   | 26 de agosto 12:00 | {{{canal6}}} |
| UNAM        | [http://www.ligamx.net/home/plaincards/noticia.html?Id=418 (enlace roto disponible en Internet Archive; véase el historial, la primera versión y la última). 0:1 (0:0) ] | Cruz Azul | Olímpico Universitario       | 26 de agosto 12:00 | {{{canal7}}} |
| Guadalajara | 1:2 (1:0) | Monterrey | Omnilife                     | 26 de agosto 17:00 | {{{canal8}}} |
| Atlante     | 1:0 (1:0) | Atlas     | Olímpico Andrés Quintana Roo | 26 de agosto 18:00 | {{{canal9}}} |

| Local       | Resultado | Visitante | Estadio                 | Fecha                    | Canal TV     |
| Tijuana     | [http://www.ligamx.net/home/plaincards/noticia.html?Id=512 (enlace roto disponible en Internet Archive; véase el historial, la primera versión y la última). 2:0 (1:0) ] | Jaguares  | Caliente                | 31 de agosto 17:30 UTC-7 | {{{canal1}}} |
| Morelia     | 0:1 (0:0) | UNAM      | Morelos                 | 31 de agosto 21:30       | {{{canal2}}} |
| Cruz Azul   | 1:1 (0:1) | Pachuca   | Azul                    | 1 de septiembre 17:00    | {{{canal3}}} |
| Querétaro   | [http://www.ligamx.net/home/plaincards/noticia.html?Id=521 (enlace roto disponible en Internet Archive; véase el historial, la primera versión y la última). 0:1 (0:1) ] | Atlante   | Corregidora             | 1 de septiembre 17:00    | {{{canal4}}} |
| Santos      | 3:1 (2:1) | Tigres    | TSM Corona              | 1 de septiembre 19:00    | {{{canal5}}} |
| Monterrey   | [http://www.ligamx.net/home/plaincards/noticia.html?Id=524 (enlace roto disponible en Internet Archive; véase el historial, la primera versión y la última). 1:1 (1:0) ] | Atlas     | Tecnológico             | 1 de septiembre 19:00    | {{{canal6}}} |
| San Luis    | [http://www.ligamx.net/home/plaincards/noticia.html?Id=527 (enlace roto disponible en Internet Archive; véase el historial, la primera versión y la última). 0:2 (0:1) ] | León      | Alfonso Lastras Ramírez | 1 de septiembre 21:00    | {{{canal7}}} |
| Toluca      | 1:1 (0:0) | América   | Nemesio Díez            | 2 de septiembre 12:00    | {{{canal8}}} |
| Guadalajara | 1:1 (0:1) | Puebla    | Omnilife                | 2 de septiembre 17:00    | {{{canal9}}} |

| Local    | Resultado | Visitante   | Estadio                      | Fecha                        | Canal TV     |
| Jaguares | [http://www.ligamx.net/home/plaincards/noticia.html?Id=712 (enlace roto disponible en Internet Archive; véase el historial, la primera versión y la última). 2:0 (0:0) ] | Toluca      | Víctor Manuel Reyna          | 14 de septiembre 19:30       | {{{canal1}}} |
| Pachuca  | 3:2 (2:1) | Morelia     | Hidalgo                      | 14 de septiembre 19:30       | {{{canal2}}} |
| León     | 1:2 (0:0) | Guadalajara | León                         | 14 de septiembre 21:30       | {{{canal3}}} |
| América  | 2:0 (0:0) | Santos      | Azteca                       | 15 de septiembre 17:00       | {{{canal4}}} |
| Tigres   | 2:0 (1:0) | Cruz Azul   | Universitario                | 15 de septiembre 19:00       | {{{canal5}}} |
| Atlas    | 0:0 | Querétaro   | Jalisco                      | 15 de septiembre 21:00       | {{{canal6}}} |
| Puebla   | 2:3 (0:2) | Monterrey   | Cuauhtémoc                   | 16 de septiembre 12:00       | {{{canal7}}} |
| UNAM     | [http://www.ligamx.net/home/plaincards/noticia.html?Id=727 (enlace roto disponible en Internet Archive; véase el historial, la primera versión y la última). 0:1 (0:0) ] | San Luis    | Olímpico Universitario       | 16 de septiembre {{{hora8}}} | {{{canal8}}} |
| Atlante  | 1:2 (0:0) | Tijuana     | Olímpico Andrés Quintana Roo | 16 de septiembre 17:00       | {{{canal9}}} |

| Local       | Resultado | Visitante | Estadio                 | Fecha                        | Canal TV     |
| Puebla      | 1:1 (0:1) | León      | Cuauhtémoc              | 21 de septiembre 19:30       | {{{canal1}}} |
| Morelia     | 1:1 (0:0) | Tigres    | Morelos                 | 21 de septiembre 21:35       | {{{canal2}}} |
| Cruz Azul   | [http://www.ligamx.net/home/plaincards/noticia.html?Id=865 (enlace roto disponible en Internet Archive; véase el historial, la primera versión y la última). 1:1 (0:1) ] | América   | Azul                    | 22 de septiembre 17:00       | {{{canal3}}} |
| Santos      | 0:0 | Jaguares  | TSM Corona              | 22 de septiembre 19:00       | {{{canal4}}} |
| Monterrey   | 3:2 (0:1) | Querétaro | Tecnológico             | 22 de septiembre 19:00       | {{{canal5}}} |
| San Luis    | 1:0 (1:0) | Pachuca   | Alfonso Lastras Ramírez | 22 de septiembre 17:00       | {{{canal6}}} |
| Tijuana     | 1:1 (0:1) | Atlas     | Caliente                | 22 de septiembre 19:30 UTC-7 | {{{canal7}}} |
| Toluca      | 1:0 (0:0) | Atlante   | Nemesio Díez            | 23 de septiembre 12:00       | {{{canal8}}} |
| Guadalajara | 0:0 | UNAM      | Omnilife                | 22 de septiembre 19:00       | {{{canal9}}} |

| Local     | Resultado | Visitante   | Estadio                      | Fecha                  | Canal TV     |
| Jaguares  | 1:0 (0:0) | Cruz Azul   | Víctor Manuel Reyna          | 28 de septiembre 19:30 | {{{canal1}}} |
| León      | 2:0 (0:0) | Monterrey   | León                         | 28 de septiembre 21:36 | {{{canal2}}} |
| América   | [http://www.ligamx.net/home/plaincards/noticia.html?Id=998 (enlace roto disponible en Internet Archive; véase el historial, la primera versión y la última). 1:1 (0:0) ] | Morelia     | Azteca                       | 29 de septiembre 17:00 | {{{canal3}}} |
| Querétaro | [http://www.ligamx.net/home/plaincards/noticia.html?Id=999 (enlace roto disponible en Internet Archive; véase el historial, la primera versión y la última). 0:1 (0:1) ] | Tijuana     | Corregidora                  | 29 de septiembre 17:00 | {{{canal4}}} |
| Pachuca   | 1:0 (0:0) | Guadalajara | Hidalgo                      | 29 de septiembre 19:00 | {{{canal5}}} |
| Tigres    | [http://www.ligamx.net/home/plaincards/noticia.html?Id=1001 (enlace roto disponible en Internet Archive; véase el historial, la primera versión y la última). 0:0 ]      | San Luis    | Universitario                | 29 de septiembre 19:00 | {{{canal6}}} |
| Atlas     | 1:3 (0:2) | Toluca      | Jalisco                      | 29 de septiembre 21:00 | {{{canal7}}} |
| UNAM      | 2:1 (0:0) | Puebla      | Olímpico Universitario       | 30 de septiembre 12:00 | {{{canal8}}} |
| Atlante   | 1:3 (0:1) | Santos      | Olímpico Andrés Quintana Roo | 30 de septiembre 18:00 | {{{canal9}}} |

| Local       | Resultado | Visitante | Estadio                 | Fecha              | Canal TV     |
| Guadalajara | [http://www.ligamx.net/home/plaincards/noticia.html?Id=1061 (enlace roto disponible en Internet Archive; véase el historial, la primera versión y la última). 2:1 (1:0) ] | Tigres    | Omnilife                | 2 de octubre 19:00 | {{{canal1}}} |
| San Luis    | [http://www.ligamx.net/home/plaincards/noticia.html?Id=1063 (enlace roto disponible en Internet Archive; véase el historial, la primera versión y la última). 1:2 (0:0) ] | América   | Alfonso Lastras Ramírez | 2 de octubre 20:30 | {{{canal2}}} |
| Cruz Azul   | 4:0 (2:0) | Atlante   | Azul                    | 3 de octubre 19:00 | {{{canal3}}} |
| Toluca      | 4:1 (2:0) | Querétaro | Nemesio Díez            | 3 de octubre 19:00 | {{{canal4}}} |
| Puebla      | 2:0 (1:0) | Pachuca   | Cuauhtémoc              | 3 de octubre 19:00 | {{{canal5}}} |
| Santos      | 2:1 (1:0) | Atlas     | TSM                     | 3 de octubre 20:00 | {{{canal6}}} |
| León        | 2:1 (1:0) | UNAM      | León                    | 3 de octubre 20:36 | {{{canal7}}} |
| Monterrey   | 1:1 (0:0) | Tijuana   | Tecnológico             | 3 de octubre 21:00 | {{{canal8}}} |
| Morelia     | 1:1 (0:0) | Jaguares  | Morelos                 | 4 de octubre 20:30 | {{{canal9}}} |

| Local     | Resultado | Visitante   | Estadio                      | Fecha                    | Canal TV     |
| América   | [http://www.ligamx.net/home/plaincards/noticia.html?Id=1122 (enlace roto disponible en Internet Archive; véase el historial, la primera versión y la última). 1:3 (1:1) ] | Guadalajara | Azteca                       | 6 de octubre 17:00       | {{{canal1}}} |
| Querétaro | [http://www.ligamx.net/home/plaincards/noticia.html?Id=1126 (enlace roto disponible en Internet Archive; véase el historial, la primera versión y la última). 1:1 (0:1) ] | Santos      | Corregidora                  | 6 de octubre 19:00       | {{{canal2}}} |
| Pachuca   | [http://www.ligamx.net/home/plaincards/noticia.html?Id=1125 (enlace roto disponible en Internet Archive; véase el historial, la primera versión y la última). 1:1 (0:1) ] | León        | Hidalgo                      | 6 de octubre 19:00       | {{{canal3}}} |
| Tigres    | [http://www.ligamx.net/home/plaincards/noticia.html?Id=1124 (enlace roto disponible en Internet Archive; véase el historial, la primera versión y la última). 1:2 (1:0) ] | Puebla      | Universitario                | 6 de octubre 19:00       | {{{canal4}}} |
| Atlas     | [http://www.ligamx.net/home/plaincards/noticia.html?Id=1129 (enlace roto disponible en Internet Archive; véase el historial, la primera versión y la última). 1:1 (1:0) ] | Cruz Azul   | Jalisco                      | 6 de octubre 21:00       | {{{canal5}}} |
| UNAM      | [http://www.ligamx.net/home/plaincards/noticia.html?Id=1133 (enlace roto disponible en Internet Archive; véase el historial, la primera versión y la última). 3:2 (2:1) ] | Monterrey   | Olímpico Universitario       | 7 de octubre 12:00       | {{{canal6}}} |
| Jaguares  | [http://www.ligamx.net/home/plaincards/noticia.html?Id=1136 (enlace roto disponible en Internet Archive; véase el historial, la primera versión y la última). 4:0 (2:0) ] | San Luis    | Víctor Manuel Reyna          | 7 de octubre 17:00       | {{{canal7}}} |
| Atlante   | [http://www.ligamx.net/home/plaincards/noticia.html?Id=1139 (enlace roto disponible en Internet Archive; véase el historial, la primera versión y la última). 2:2 (2:0) ] | Morelia     | Olímpico Andrés Quintana Roo | 7 de octubre 18:00       | {{{canal8}}} |
| Tijuana   | 1:0 (0:0) | Toluca      | Caliente                     | 7 de octubre 20:00 UTC-7 | {{{canal9}}} |

| Local       | Resultado | Visitante | Estadio                 | Fecha                | Canal TV     |
| Cruz Azul   | [http://www.ligamx.net/home/plaincards/noticia.html?Id=1240 (enlace roto disponible en Internet Archive; véase el historial, la primera versión y la última). 3:2 (2:1) ] | Querétaro | Azul                    | 13 de octubre 17:00  | {{{canal1}}} |
| León        | [http://www.ligamx.net/home/noticia.html?Id=1242 (enlace roto disponible en Internet Archive; véase el historial, la primera versión y la última). 2:0 (2:0) ]            | Tigres    | León                    | 13 de octubre 19:00  | {{{canal2}}} |
| San Luis    | [http://www.ligamx.net/home/plaincards/noticia.html?Id=1245 (enlace roto disponible en Internet Archive; véase el historial, la primera versión y la última). 2:2 (1:0) ] | Atlante   | Alfonso Lastras Ramírez | 13 de octubre 19:00  | {{{canal3}}} |
| Santos      | [http://www.ligamx.net/home/plaincards/noticia.html?Id=1243 (enlace roto disponible en Internet Archive; véase el historial, la primera versión y la última). 2:2 (1:1) ] | Tijuana   | TSM Corona              | 13 de octubre 19:00  | {{{canal4}}} |
| UNAM        | [http://www.ligamx.net/home/plaincards/noticia.html?Id=1249 (enlace roto disponible en Internet Archive; véase el historial, la primera versión y la última). 1:0 (0:0) ] | Pachuca   | Olímpico Universitario  | 14 de octubre 12:00  | {{{canal5}}} |
| Guadalajara | [http://www.ligamx.net/home/plaincards/noticia.html?Id=1251 (enlace roto disponible en Internet Archive; véase el historial, la primera versión y la última). 1:1 (1:0) ] | Jaguares  | Omnilife                | 14 de octubre 17:00  | {{{canal6}}} |
| Morelia     | [http://www.ligamx.net/home/plaincards/noticia.html?Id=1418 (enlace roto disponible en Internet Archive; véase el historial, la primera versión y la última). 2:0 (1:0) ] | Atlas     | Morelos                 | 23 de octubre 20:30  | {{{canal7}}} |
| Puebla      | [http://www.ligamx.net/home/noticia.html?id=1459 (enlace roto disponible en Internet Archive; véase el historial, la primera versión y la última). 0:1 (0:0) ]            | América   | Cuauhtémoc              | 25 de octubre 21:30  | {{{canal8}}} |
| Monterrey   | 2:2 (1:2) | Toluca    | Tecnológico             | 7 de noviembre 20:30 | {{{canal9}}} |

| Local     | Resultado | Visitante   | Estadio                      | Fecha                     | Canal TV     |
| Jaguares  | [http://www.ligamx.net/home/plaincards/noticia.html?Id=1371 (enlace roto disponible en Internet Archive; véase el historial, la primera versión y la última). 2:0 (0:0) ] | Puebla      | Víctor Manuel Reyna          | 19 de octubre 19:30       | {{{canal1}}} |
| Tijuana   | [http://www.ligamx.net/home/plaincards/noticia.html?Id=1373 (enlace roto disponible en Internet Archive; véase el historial, la primera versión y la última). 2:2 (1:1) ] | Cruz Azul   | Caliente                     | 19 de octubre 21:30 UTC-7 | {{{canal2}}} |
| América   | [http://www.ligamx.net/home/noticia.html?id=1379 (enlace roto disponible en Internet Archive; véase el historial, la primera versión y la última). 2:1 (0:0) ]            | León        | Azteca                       | 20 de octubre 17:00       | {{{canal3}}} |
| Querétaro | [http://www.ligamx.net/home/noticia.html?id=1378 (enlace roto disponible en Internet Archive; véase el historial, la primera versión y la última). 1:2 (0:0) ]            | Morelia     | Corregidora                  | 20 de octubre 17:00       | {{{canal4}}} |
| Pachuca   | [http://www.ligamx.net/home/noticia.html?id=1382 (enlace roto disponible en Internet Archive; véase el historial, la primera versión y la última). 1:1 (1:0) ]            | Monterrey   | Hidalgo                      | 20 de octubre 19:00       | {{{canal5}}} |
| Tigres    | [http://www.ligamx.net/home/noticia.html?id=1381 (enlace roto disponible en Internet Archive; véase el historial, la primera versión y la última). 5:0 (3:0) ]            | UNAM        | Universitario                | 20 de octubre 19:00       | {{{canal6}}} |
| Atlas     | [http://www.ligamx.net/home/noticia.html?id=1383 (enlace roto disponible en Internet Archive; véase el historial, la primera versión y la última). 2:3 (1:0) ]            | San Luis    | Jalisco                      | 20 de octubre 21:00       | {{{canal7}}} |
| Toluca    | [http://www.ligamx.net/home/noticia.html?id=1387 (enlace roto disponible en Internet Archive; véase el historial, la primera versión y la última). 4:1 (2:0) ]            | Santos      | Nemesio Díez                 | 21 de octubre 12:00       | {{{canal8}}} |
| Atlante   | 3:1 (3:0) | Guadalajara | Olímpico Andrés Quintana Roo | 21 de octubre 18:00       | {{{canal9}}} |

| Local       | Resultado | Visitante | Estadio                 | Fecha               | Canal TV     |
| León        | [http://www.ligamx.net/home/noticia.html?id=1473 (enlace roto disponible en Internet Archive; véase el historial, la primera versión y la última). 4:1 (1:0) ] | Jaguares  | León                    | 26 de octubre 21:36 | {{{canal1}}} |
| San Luis    | [http://www.ligamx.net/home/noticia.html?id=1478 (enlace roto disponible en Internet Archive; véase el historial, la primera versión y la última). 0:0 (0:0) ] | Querétaro | Alfonso Lastras Ramírez | 27 de octubre 17:00 | {{{canal2}}} |
| Cruz Azul   | [http://www.ligamx.net/home/noticia.html?id=1477 (enlace roto disponible en Internet Archive; véase el historial, la primera versión y la última). 3:0 (2:0) ] | Toluca    | Azul                    | 27 de octubre 17:00 | {{{canal3}}} |
| Morelia     | [http://www.ligamx.net/home/noticia.html?id=1481 (enlace roto disponible en Internet Archive; véase el historial, la primera versión y la última). 1:1 (0:0) ] | Tijuana   | Morelos                 | 27 de octubre 19:00 | {{{canal4}}} |
| Pachuca     | [http://www.ligamx.net/home/noticia.html?id=1482 (enlace roto disponible en Internet Archive; véase el historial, la primera versión y la última). 1:0 (1:0) ] | Tigres    | Hidalgo                 | 27 de octubre 19:00 | {{{canal5}}} |
| Monterrey   | [http://www.ligamx.net/home/noticia.html?id=1480 (enlace roto disponible en Internet Archive; véase el historial, la primera versión y la última). 3:2 (2:0) ] | Santos    | Tecnológico             | 27 de octubre 19:00 | {{{canal6}}} |
| UNAM        | [http://www.ligamx.net/home/noticia.html?id=1490 (enlace roto disponible en Internet Archive; véase el historial, la primera versión y la última). 0:1 (0:1) ] | América   | Olímpico Universitario  | 28 de octubre 12:00 | {{{canal7}}} |
| Puebla      | [http://www.ligamx.net/home/noticia.html?id=1488 (enlace roto disponible en Internet Archive; véase el historial, la primera versión y la última). 1:2 (0:1) ] | Atlante   | Cuauhtémoc              | 28 de octubre 12:00 | {{{canal8}}} |
| Guadalajara | 2:0 (1:0) | Atlas     | Omnilife                | 28 de octubre 17:00 | {{{canal9}}} |

| Local     | Resultado | Visitante   | Estadio                      | Fecha                      | Canal TV     |
| Jaguares  | [http://www.ligamx.net/home/noticia.html?id=1585 (enlace roto disponible en Internet Archive; véase el historial, la primera versión y la última). 3:0 (3:0) ] | UNAM        | Víctor Manuel Reyna          | 2 de noviembre 19:30       | {{{canal1}}} |
| Santos    | [http://www.ligamx.net/home/noticia.html?id=1586 (enlace roto disponible en Internet Archive; véase el historial, la primera versión y la última). 2:1 (0:1) ] | Cruz Azul   | TSM Corona                   | 2 de noviembre 21:30       | {{{canal2}}} |
| Querétaro | [http://www.ligamx.net/home/noticia.html?id=1590 (enlace roto disponible en Internet Archive; véase el historial, la primera versión y la última). 0:1 (0:0) ] | Guadalajara | Corregidora                  | 3 de noviembre 17:00       | {{{canal3}}} |
| América   | [http://www.ligamx.net/home/noticia.html?id=1591 (enlace roto disponible en Internet Archive; véase el historial, la primera versión y la última). 4:0 (1:0) ] | Pachuca     | Azteca                       | 3 de noviembre 17:00       | {{{canal4}}} |
| Monterrey | [http://www.ligamx.net/home/noticia.html?id=1593 (enlace roto disponible en Internet Archive; véase el historial, la primera versión y la última). 0:1 (0:0) ] | Tigres      | Tecnológico                  | 3 de noviembre 19:00       | {{{canal5}}} |
| Tijuana   | [http://www.ligamx.net/home/noticia.html?id=1594 (enlace roto disponible en Internet Archive; véase el historial, la primera versión y la última). 0:0 (0:0) ] | San Luis    | Caliente                     | 3 de noviembre 19:30 UTC-7 | {{{canal6}}} |
| Toluca    | [http://www.ligamx.net/home/noticia.html?id=1599 (enlace roto disponible en Internet Archive; véase el historial, la primera versión y la última). 0:0 (0:0) ] | Morelia     | Nemesio Díez                 | 4 de noviembre 12:00       | {{{canal7}}} |
| Atlas     | [http://www.ligamx.net/home/noticia.html?id=1605 (enlace roto disponible en Internet Archive; véase el historial, la primera versión y la última). 2:2 (2:1) ] | Puebla      | Jalisco                      | 4 de noviembre 16:00       | {{{canal8}}} |
| Atlante   | 2:3 (0:2) | León        | Olímpico Andrés Quintana Roo | 4 de noviembre 18:00       | {{{canal9}}} |

| Local       | Resultado | Visitante | Estadio                 | Fecha                 | Canal TV     |
| Morelia     | [http://www.ligamx.net/home/noticia.html?id=1684 (enlace roto disponible en Internet Archive; véase el historial, la primera versión y la última). 2:0 (1:0) ] | Santos    | Morelos                 | 9 de noviembre 21:30  | {{{canal1}}} |
| León        | [http://www.ligamx.net/home/noticia.html?id=1683 (enlace roto disponible en Internet Archive; véase el historial, la primera versión y la última). 3:1 (2:0) ] | Atlas     | León                    | 9 de noviembre 21:36  | {{{canal2}}} |
| Cruz Azul   | [http://www.ligamx.net/home/noticia.html?id=1688 (enlace roto disponible en Internet Archive; véase el historial, la primera versión y la última). 1:1 (1:1) ] | Monterrey | Azul                    | 10 de noviembre 17:00 | {{{canal3}}} |
| Tigres      | [http://www.ligamx.net/home/noticia.html?id=1690 (enlace roto disponible en Internet Archive; véase el historial, la primera versión y la última). 1:1 (1:0) ] | América   | Universitario           | 10 de noviembre 19:00 | {{{canal4}}} |
| Pachuca     | [http://www.ligamx.net/home/noticia.html?id=1692 (enlace roto disponible en Internet Archive; véase el historial, la primera versión y la última). 2:1 (1:0) ] | Jaguares  | Hidalgo                 | 10 de noviembre 19:00 | {{{canal5}}} |
| San Luis    | [http://www.ligamx.net/home/noticia.html?id=1693 (enlace roto disponible en Internet Archive; véase el historial, la primera versión y la última). 0:2 (0:0) ] | Toluca    | Alfonso Lastras Ramírez | 10 de noviembre 21:00 | {{{canal6}}} |
| UNAM        | [http://www.ligamx.net/home/noticia.html?id=1696 (enlace roto disponible en Internet Archive; véase el historial, la primera versión y la última). 3:2 (2:1) ] | Atlante   | Olímpico Universitario  | 11 de noviembre 12:00 | {{{canal7}}} |
| Puebla      | [http://www.ligamx.net/home/noticia.html?id=1697 (enlace roto disponible en Internet Archive; véase el historial, la primera versión y la última). 0:1 (0:1) ] | Querétaro | Cuauhtémoc              | 11 de noviembre 12:00 | {{{canal8}}} |
| Guadalajara | 0:2 (0:2) | Tijuana   | Omnilife                | 11 de noviembre 17:00 | {{{canal9}}} |

## Tabla general

### Tabla general de clasificación en el torneo[4]
| Pos. | Equipo      | Pts. | PJ | G  | E | P  | GF | GC | Dif. | Clasificación                                                                 |
| ---- | ----------- | ---- | -- | -- | - | -- | -- | -- | ---- | ----------------------------------------------------------------------------- |
| 1    | Toluca      | 34   | 17 | 10 | 4 | 3  | 28 | 17 | +11  | Cuartos de final de la liguilla y fase de grupos de la Copa Libertadores 2013 |
| 2    | Tijuana (C) | 34   | 17 | 9  | 7 | 1  | 23 | 15 | +8   | Cuartos de final de la liguilla y fase de grupos de la Copa Libertadores 2013 |
| 3    | León        | 33   | 17 | 10 | 3 | 4  | 34 | 17 | +17  | Cuartos de final de la liguilla y primera fase de la Copa Libertadores 2013   |
| 4    | América     | 31   | 17 | 8  | 7 | 2  | 28 | 15 | +13  | Cuartos de final de la liguilla                                               |
| 5    | Morelia     | 27   | 17 | 6  | 9 | 2  | 25 | 16 | +9   | Cuartos de final de la liguilla                                               |
| 6    | Cruz Azul   | 26   | 17 | 6  | 8 | 3  | 22 | 15 | +7   | Cuartos de final de la liguilla                                               |
| 7    | Monterrey   | 23   | 17 | 5  | 8 | 4  | 23 | 23 | 0    | Cuartos de final de la liguilla                                               |
| 8    | Guadalajara | 23   | 17 | 6  | 5 | 6  | 17 | 17 | 0    | Cuartos de final de la liguilla                                               |
| 9    | Santos      | 23   | 17 | 6  | 5 | 6  | 22 | 26 | −4   |                                                                               |
| 10   | UNAM        | 23   | 17 | 7  | 2 | 8  | 18 | 23 | −5   |                                                                               |
| 11   | Chiapas     | 22   | 17 | 6  | 4 | 7  | 23 | 24 | −1   |                                                                               |
| 12   | Tigres      | 21   | 17 | 5  | 6 | 6  | 23 | 18 | +5   |                                                                               |
| 13   | Pachuca     | 21   | 17 | 5  | 6 | 6  | 13 | 20 | −7   |                                                                               |
| 14   | Atlante     | 20   | 17 | 5  | 5 | 7  | 23 | 28 | −5   |                                                                               |
| 15   | San Luis    | 15   | 17 | 3  | 6 | 8  | 14 | 24 | −10  |                                                                               |
| 16   | Puebla      | 13   | 17 | 3  | 4 | 10 | 16 | 27 | −11  |                                                                               |
| 17   | Atlas       | 12   | 17 | 1  | 9 | 7  | 16 | 24 | −8   |                                                                               |
| 18   | Querétaro   | 7    | 17 | 1  | 4 | 12 | 11 | 30 | −19  |                                                                               |

 Fuente: [cita requerida]
- Tigres, Santos, Monterrey y Guadalajara, no podrán clasificar a la Copa Libertadores 2013, debido a su participación en la actual Concacaf Liga Campeones 2012-13.

### Evolución de la Tabla general
| Equipo / Jornada | 1  | 2  | 3  | 4  | 5  | 6  | 7  | 8  | 9  | 10 | 11 | 12 | 13  | 14  | 15 | 16  | 17 |
| ---------------- | -- | -- | -- | -- | -- | -- | -- | -- | -- | -- | -- | -- | --- | --- | -- | --- | -- |
| Toluca           | 5  | 3  | 1  | 1  | 1  | 1  | 1  | 2  | 1  | 1  | 1  | 2  | 2*  | 1*  | 2* | 4*  | 1  |
| Tijuana          | 3  | 10 | 5  | 5  | 3  | 2  | 2  | 1  | 2  | 2  | 2  | 1  | 1   | 2   | 1  | 1   | 2  |
| León             | 2  | 1  | 4  | 2  | 2  | 5  | 3  | 3  | 4  | 3  | 3  | 3  | 3   | 3   | 3  | 2   | 3  |
| América          | 11 | 7  | 7  | 8  | 4  | 6  | 8  | 4  | 5  | 5  | 4  | 5  | 7*  | 5*  | 4  | 3   | 4  |
| Morelia          | 10 | 9  | 8  | 9  | 5  | 3  | 5  | 8  | 8  | 7  | 8  | 9  | 10* | 8*  | 6  | 6   | 5  |
| Cruz Azul        | 8  | 8  | 9  | 4  | 6  | 4  | 4  | 6  | 6  | 10 | 6  | 6  | 4   | 4   | 5  | 5   | 6  |
| Monterrey        | 9  | 12 | 11 | 11 | 12 | 9  | 10 | 5  | 3  | 4  | 7  | 8  | 9*  | 10* | 7* | 10* | 7  |
| Guadalajara      | 15 | 15 | 15 | 15 | 13 | 14 | 14 | 14 | 13 | 15 | 11 | 10 | 8   | 12  | 8  | 7   | 8  |
| Santos Laguna    | 4  | 4  | 3  | 6  | 10 | 10 | 7  | 10 | 10 | 6  | 5  | 4  | 6   | 6   | 9  | 8   | 9  |
| Pumas UNAM       | 6  | 6  | 10 | 13 | 9  | 12 | 9  | 11 | 11 | 10 | 10 | 7  | 5   | 7   | 11 | 13  | 10 |
| Jaguares         | 18 | 18 | 18 | 18 | 16 | 15 | 16 | 15 | 16 | 13 | 14 | 11 | 11  | 9   | 12 | 9   | 11 |
| Tigres           | 1  | 2  | 2  | 3  | 7  | 7  | 11 | 7  | 7  | 8  | 9  | 12 | 12  | 11  | 14 | 11  | 12 |
| Pachuca          | 12 | 13 | 12 | 12 | 14 | 13 | 13 | 12 | 14 | 11 | 12 | 13 | 13  | 14  | 13 | 14  | 13 |
| Atlante          | 13 | 11 | 13 | 10 | 11 | 8  | 6  | 9  | 9  | 12 | 13 | 14 | 14  | 13  | 10 | 12  | 14 |
| San Luis         | 14 | 14 | 14 | 14 | 15 | 16 | 17 | 16 | 15 | 16 | 16 | 17 | 17  | 15  | 15 | 15  | 15 |
| Puebla           | 16 | 16 | 16 | 16 | 17 | 17 | 15 | 17 | 17 | 17 | 17 | 15 | 15* | 16* | 16 | 16  | 16 |
| Atlas            | 7  | 5  | 6  | 7  | 8  | 11 | 12 | 13 | 12 | 14 | 15 | 16 | 16* | 17* | 17 | 17  | 17 |
| Querétaro        | 17 | 17 | 17 | 17 | 18 | 18 | 18 | 18 | 18 | 18 | 18 | 18 | 18  | 18  | 18 | 18  | 18 |

* = Con partido pendiente.

## Tabla de Cocientes
A continuación se muestra la tabla de cocientes de los equipos.
| Pos. | Equipo        | Ap. 2010 | Cl. 2011 | Ap. 2011 | Cl. 2012 | Ap. 2012 | Puntos | Partidos | Cociente |
| ---- | ------------- | -------- | -------- | -------- | -------- | -------- | ------ | -------- | -------- |
| 1°   | León          | -        | -        | -        | -        | 33       | 33     | 17       | 1.9412   |
| 2°   | Cruz Azul     | 39       | 26       | 29       | 25       | 26       | 145    | 85       | 1.7059   |
| 3°   | Santos Laguna | 30       | 23       | 27       | 36       | 23       | 139    | 85       | 1.6353   |
| 4°   | Tigres        | 24       | 35       | 28       | 31       | 21       | 139    | 85       | 1.6353   |
| 5°   | Monterrey     | 32       | 26       | 24       | 32       | 23       | 137    | 85       | 1.6118   |
| 6°   | Morelia       | 21       | 31       | 26       | 31       | 27       | 136    | 85       | 1.6000   |
| 7°   | Tijuana       | -        | -        | 18       | 28       | 34       | 80     | 51       | 1.5686   |
| 8°   | América       | 27       | 26       | 15       | 32       | 31       | 131    | 85       | 1.5412   |
| 9°   | Pumas UNAM    | 25       | 35       | 25       | 16       | 23       | 124    | 85       | 1.4588   |
| 10°  | Toluca        | 22       | 21       | 20       | 22       | 34       | 119    | 85       | 1.4000   |
| 11°  | Pachuca       | 25       | 18       | 26       | 28       | 21       | 118    | 85       | 1.3882   |
| 12°  | Guadalajara   | 22       | 25       | 30       | 15       | 23       | 115    | 85       | 1.3529   |
| 13°  | Jaguares      | 25       | 14       | 26       | 27       | 22       | 114    | 85       | 1.3412   |
| 14°  | Atlante       | 16       | 27       | 19       | 16       | 20       | 98     | 85       | 1.1529   |
| 15°  | San Luis      | 26       | 21       | 24       | 12       | 15       | 98     | 85       | 1.1529   |
| 16°  | Puebla        | 19       | 18       | 22       | 19       | 13       | 91     | 85       | 1.0706   |
| 17°  | Atlas         | 13       | 23       | 12       | 20       | 12       | 80     | 85       | 0.9412   |
| 18°  | Querétaro     | 19       | 16       | 26       | 12       | 7        | 80     | 85       | 0.9412   |

     Con posibilidad matemática de descender en el Torneo Clausura 2013.

## Tabla de Goleo Individual
Tabla de Líderes en Goleo

Simbología:

: Goles anotados.

: Frecuencia de gol.

| Jugador           | Club      | Goles anotados | Frecuencia |
| ----------------- | --------- | -------------- | ---------- |
| Esteban Paredes   | Atlante   | 11             | 105'       |
| Christian Benítez | América   | 11             | 129'       |
| Miguel Sabah      | Morelia   | 8              | 162'       |
| Duvier Riascos    | Tijuana   | 8              | 164'       |
| Sebastián Maz     | León      | 8              | 177'       |
| Luis Gabriel Rey  | Jaguares  | 8              | 188'       |
| Darwin Quintero   | Santos    | 7              | 161'       |
| Mariano Pavone    | Cruz Azul | 7              | 198'       |
| Luis Tejada       | Toluca    | 6              | 103'       |
| Matías Britos     | León      | 6              | 133'       |

## Tabla de Asistencias
Tabla de Líderes en Asistencia.
| Jugador                                   | Club        | Asist. | PJ |
| ----------------------------------------- | ----------- | ------ | -- |
| Sebastián Maz                             | León        | 6      | 17 |
| Damián Álvarez                            | Tigres      | 5      | 16 |
| Hernán Burbano                            | León        | 5      | 16 |
| Paul Aguilar                              | América     | 4      | 16 |
| Esteban Paredes                           | Atlante     | 3      | 13 |
| Daniel Ludueña                            | Santos      | 3      | 17 |
| Jorge Enríquez                            | Guadalajara | 3      | 9  |
| Miguel Ángel Ponce                        | Guadalajara | 3      | 13 |
| Neri Cardozo                              | Monterrey   | 3      | 17 |
| Diego de Buen                             | Puebla      | 3      | 14 |
| Asist.= Asistencias; PJ= Partidos Jugados |             |        |    |

## Clasificación Juego Limpio
Tabla de clasificación de juego limpio
| Lugar                                | Club                                 | Tarjeta amarilla                     | Segunda tarjeta amarilla y expulsión · Segunda tarjeta amarilla y expulsión | Tarjeta roja directa | Puntos   |
| ------------------------------------ | ------------------------------------ | ------------------------------------ | --------------------------------------------------------------------------- | -------------------- | -------- |
| 1                                    | Tigres                               | 27                                   | 0                                                                           | 0                    | 27       |
| 2                                    | Guadalajara                          | 24                                   | 1                                                                           | 2                    | 33       |
| 3                                    | Pumas UNAM                           | 34                                   | 0                                                                           | 0                    | 34       |
| 4                                    | Toluca                               | 29                                   | 1                                                                           | 1                    | 35       |
| 5                                    | Monterrey                            | 31                                   | 1                                                                           | 1                    | 37       |
| 6                                    | Santos                               | 40                                   | 0                                                                           | 0                    | 40       |
| 7                                    | León                                 | 32                                   | 0                                                                           | 3                    | 41       |
| 8                                    | Cruz Azul                            | 42                                   | 0                                                                           | 0                    | 42       |
| 9                                    | Jaguares                             | 33                                   | 2                                                                           | 1                    | 42       |
| 10                                   | Pachuca                              | 35                                   | 1                                                                           | 2                    | 44       |
| 11                                   | Puebla                               | 36                                   | 2                                                                           | 1                    | 45       |
| 12                                   | América                              | 38                                   | 1                                                                           | 2                    | 47       |
| 13                                   | Atlante                              | 36                                   | 3                                                                           | 1                    | 48       |
| 14                                   | San Luis                             | 46                                   | 1                                                                           | 0                    | 49       |
| 15                                   | Querétaro                            | 44                                   | 1                                                                           | 2                    | 53       |
| 16                                   | Morelia                              | 45                                   | 3                                                                           | 0                    | 54       |
| 17                                   | Atlas                                | 38                                   | 3                                                                           | 3                    | 56       |
| 18                                   | Tijuana                              | 50                                   | 3                                                                           | 0                    | 59       |
| Primera Tarjeta Amarilla             | Primera Tarjeta Amarilla             | Primera Tarjeta Amarilla             | 1 punto                                                                     | 1 punto              | 1 punto  |
| Segunda Tarjeta Amarilla y Expulsión | Segunda Tarjeta Amarilla y Expulsión | Segunda Tarjeta Amarilla y Expulsión | 3 puntos                                                                    | 3 puntos             | 3 puntos |
| Tarjeta Roja Directa                 | Tarjeta Roja Directa                 | Tarjeta Roja Directa                 | 3 puntos                                                                    | 3 puntos             | 3 puntos |

## Liguilla[9]
|  | Cuartos de final                                                         | Cuartos de final                                                         | Cuartos de final                                                         | Cuartos de final                                                         | Cuartos de final                                                         |   |   | Semifinales                                                    | Semifinales                                                    | Semifinales                                                    | Semifinales                                                    | Semifinales                                                    |  |   | Final                                                         | Final                                                         | Final                                                         | Final                                                         | Final                                                         |  |
|  | 14 y 15 de noviembre de 2012 (ida) 17 y 18 de noviembre de 2012 (vuelta) | 14 y 15 de noviembre de 2012 (ida) 17 y 18 de noviembre de 2012 (vuelta) | 14 y 15 de noviembre de 2012 (ida) 17 y 18 de noviembre de 2012 (vuelta) | 14 y 15 de noviembre de 2012 (ida) 17 y 18 de noviembre de 2012 (vuelta) | 14 y 15 de noviembre de 2012 (ida) 17 y 18 de noviembre de 2012 (vuelta) |   |   | 22 de noviembre de 2012 (ida) 25 de noviembre de 2012 (vuelta) | 22 de noviembre de 2012 (ida) 25 de noviembre de 2012 (vuelta) | 22 de noviembre de 2012 (ida) 25 de noviembre de 2012 (vuelta) | 22 de noviembre de 2012 (ida) 25 de noviembre de 2012 (vuelta) | 22 de noviembre de 2012 (ida) 25 de noviembre de 2012 (vuelta) |  |   | 29 de noviembre de 2012 (ida) 2 de diciembre de 2012 (vuelta) | 29 de noviembre de 2012 (ida) 2 de diciembre de 2012 (vuelta) | 29 de noviembre de 2012 (ida) 2 de diciembre de 2012 (vuelta) | 29 de noviembre de 2012 (ida) 2 de diciembre de 2012 (vuelta) | 29 de noviembre de 2012 (ida) 2 de diciembre de 2012 (vuelta) |  |
|  |                                                                          |                                                                          |                                                                          |                                                                          |                                                                          |   |   |                                                                |                                                                |                                                                |                                                                |                                                                |  |   |                                                               |                                                               |                                                               |                                                               |                                                               |  |
|  |                                                                          |                                                                          |                                                                          |                                                                          |                                                                          |   |   |                                                                |                                                                |                                                                |                                                                |                                                                |  |   |                                                               |                                                               |                                                               |                                                               |                                                               |  |
|  | 1                                                                        | Toluca                                                                   | 2                                                                        | 3                                                                        | 5                                                                        |   |   |                                                                |                                                                |                                                                |                                                                |                                                                |  |   |                                                               |                                                               |                                                               |                                                               |                                                               |  |
|  | 1                                                                        | Toluca                                                                   | 2                                                                        | 3                                                                        | 5                                                                        |   |   |                                                                |                                                                |                                                                |                                                                |                                                                |  |   |                                                               |                                                               |                                                               |                                                               |                                                               |  |
|  | 8                                                                        | Guadalajara                                                              | 1                                                                        | 1                                                                        | 2                                                                        |   |   |                                                                |                                                                |                                                                |                                                                |                                                                |  |   |                                                               |                                                               |                                                               |                                                               |                                                               |  |
|  | 8                                                                        | Guadalajara                                                              | 1                                                                        | 1                                                                        | 2                                                                        |   | 1 | Toluca                                                         | 2                                                              | 1                                                              | 3                                                              |                                                                |  |   |                                                               |                                                               |                                                               |                                                               |                                                               |  |
|  |                                                                          |                                                                          |                                                                          |                                                                          |                                                                          |   | 1 | Toluca                                                         | 2                                                              | 1                                                              | 3                                                              |                                                                |  |   |                                                               |                                                               |                                                               |                                                               |                                                               |  |
|  |                                                                          |                                                                          | 4                                                                        | América                                                                  | 0                                                                        | 2 | 2 |                                                                |                                                                |                                                                |                                                                |                                                                |  |   |                                                               |                                                               |                                                               |                                                               |                                                               |  |
|  | 4                                                                        | América                                                                  | 4                                                                        | América                                                                  | 0                                                                        | 2 | 2 | 2                                                              | 1                                                              | 3                                                              |                                                                |                                                                |  |   |                                                               |                                                               |                                                               |                                                               |                                                               |  |
|  | 4                                                                        | América                                                                  |                                                                          |                                                                          |                                                                          |   |   |                                                                |                                                                | 3                                                              |                                                                |                                                                |  |   |                                                               |                                                               |                                                               |                                                               |                                                               |  |
|  | 5                                                                        | Morelia                                                                  | 0                                                                        | 2                                                                        | 2                                                                        |   |   |                                                                |                                                                |                                                                |                                                                |                                                                |  |   |                                                               |                                                               |                                                               |                                                               |                                                               |  |
|  | 5                                                                        | Morelia                                                                  | 0                                                                        | 2                                                                        | 2                                                                        |   |   |                                                                |                                                                |                                                                |                                                                |                                                                |  | 1 | Toluca                                                        | 1                                                             | 0                                                             | 1                                                             |                                                               |  |
|  |                                                                          |                                                                          |                                                                          |                                                                          |                                                                          |   |   |                                                                |                                                                |                                                                |                                                                |                                                                |  | 1 | Toluca                                                        | 1                                                             | 0                                                             | 1                                                             |                                                               |  |
|  |                                                                          |                                                                          | 2                                                                        | Tijuana                                                                  | 2                                                                        | 2 | 4 |                                                                |                                                                |                                                                |                                                                |                                                                |  |   |                                                               |                                                               |                                                               |                                                               |                                                               |  |
|  | 2                                                                        | Tijuana                                                                  | 2                                                                        | Tijuana                                                                  | 2                                                                        | 2 | 4 | 1                                                              | 1                                                              | 2                                                              |                                                                |                                                                |  |   |                                                               |                                                               |                                                               |                                                               |                                                               |  |
|  | 2                                                                        | Tijuana                                                                  |                                                                          |                                                                          |                                                                          |   |   |                                                                |                                                                | 2                                                              |                                                                |                                                                |  |   |                                                               |                                                               |                                                               |                                                               |                                                               |  |
|  | 7                                                                        | Monterrey                                                                | 0                                                                        | 1                                                                        | 1                                                                        |   |   |                                                                |                                                                |                                                                |                                                                |                                                                |  |   |                                                               |                                                               |                                                               |                                                               |                                                               |  |
|  | 7                                                                        | Monterrey                                                                | 0                                                                        | 1                                                                        | 1                                                                        |   | 2 | Tijuana                                                        | 0                                                              | 3                                                              | 3                                                              |                                                                |  |   |                                                               |                                                               |                                                               |                                                               |                                                               |  |
|  |                                                                          |                                                                          |                                                                          |                                                                          |                                                                          |   | 2 | Tijuana                                                        | 0                                                              | 3                                                              | 3                                                              |                                                                |  |   |                                                               |                                                               |                                                               |                                                               |                                                               |  |
|  |                                                                          |                                                                          | 3                                                                        | León                                                                     | 2                                                                        | 0 | 2 |                                                                |                                                                |                                                                |                                                                |                                                                |  |   |                                                               |                                                               |                                                               |                                                               |                                                               |  |
|  | 3                                                                        | León                                                                     | 3                                                                        | León                                                                     | 2                                                                        | 0 | 2 | 1                                                              | 3                                                              | 4                                                              |                                                                |                                                                |  |   |                                                               |                                                               |                                                               |                                                               |                                                               |  |
|  | 3                                                                        | León                                                                     |                                                                          |                                                                          |                                                                          |   |   |                                                                |                                                                | 4                                                              |                                                                |                                                                |  |   |                                                               |                                                               |                                                               |                                                               |                                                               |  |
|  | 6                                                                        | Cruz Azul                                                                | 2                                                                        | 0                                                                        | 2                                                                        |   |   |                                                                |                                                                |                                                                |                                                                |                                                                |  |   |                                                               |                                                               |                                                               |                                                               |                                                               |  |
|  | 6                                                                        | Cruz Azul                                                                | 2                                                                        | 0                                                                        | 2                                                                        |   |   |                                                                |                                                                |                                                                |                                                                |                                                                |  |   |                                                               |                                                               |                                                               |                                                               |                                                               |  |
|  |                                                                          |                                                                          |                                                                          |                                                                          |                                                                          |   |   |                                                                |                                                                |                                                                |                                                                |                                                                |  |   |                                                               |                                                               |                                                               |                                                               |                                                               |  |

- Tijuana (Campeón) y Toluca (Subcampeón) califican a la Concacaf Liga Campeones 2013-14.

## Cuartos de final

### León-Cruz Azul
| 14 de noviembre de 2012 19:00 UTC-6 | Cruz Azul                               | 2:1 (1:0) | León              | Estadio Azul, México, D. F.                                         |                                                                     |
|                                     | Gerardo Flores 16' · Mariano Pavone 58' | Reporte   | Sebastián Maz 55' | Asistencia: 19,220 espectadores Árbitro(s): Ricardo Arellano Nieves | Asistencia: 19,220 espectadores Árbitro(s): Ricardo Arellano Nieves |

| 17 de noviembre de 2012 19:00 UTC-6 | León                                    | 3:0 (2:0) | Cruz Azul | Estadio León, León, Guanajuato.                                            |                                                                            |
|                                     | Matías Britos 9' 32' · Luis Delgado 86' | Reporte   |           | Asistencia: 24,226 espectadores Árbitro(s): Marco Antonio Rodríguez Moreno | Asistencia: 24,226 espectadores Árbitro(s): Marco Antonio Rodríguez Moreno |
| León avanza a semifinales (4-2)     |                                         |           |           |                                                                            |                                                                            |

### América-Morelia
| 14 de noviembre de 2012 21:00 UTC-6 | Morelia | 0:2 (0:0) | América                   | Estadio Morelos, Morelia, Michoacán.                                  |                                                                       |
|                                     |         | Reporte   | Christian Benítez 57' 75' | Asistencia: 27,614 espectadores Árbitro(s): Jorge Antonio Pérez Durán | Asistencia: 27,614 espectadores Árbitro(s): Jorge Antonio Pérez Durán |

| 17 de noviembre de 2012 17:00 UTC-6 | América          | 1:2 (1:2) | Morelia                          | Estadio Azteca, México, D. F.                                          |                                                                        |
|                                     | Raúl Jiménez 38' | Reporte   | Joao Rojas 1' · Miguel Sabah 41' | Asistencia: 40,633 espectadores Árbitro(s): Francisco Chacón Gutiérrez | Asistencia: 40,633 espectadores Árbitro(s): Francisco Chacón Gutiérrez |
| América avanza a semifinales (3-2)  |                  |           |                                  |                                                                        |                                                                        |

### Tijuana-Monterrey
| 15 de noviembre de 2012 19:00 UTC-6 | Monterrey | 0:1 (0:0) | Tijuana           | Estadio Tecnológico, Monterrey, Nuevo León.                    |                                                                |
|                                     |           | Reporte   | Gregory Garza 86' | Asistencia: 26,239 espectadores Árbitro(s): Erim Ramírez Ulloa | Asistencia: 26,239 espectadores Árbitro(s): Erim Ramírez Ulloa |

| 18 de noviembre de 2012 16:30 UTC-8 | Tijuana           | 1:1 (0:0) | Monterrey            | Estadio Caliente, Tijuana, Baja California.                       |                                                                   |
|                                     | Pablo Aguilar 51' | Reporte   | Aldo de Nigris 90+3' | Asistencia: 22,333 espectadores Árbitro(s): Roberto García Orozco | Asistencia: 22,333 espectadores Árbitro(s): Roberto García Orozco |
| Tijuana avanza a semifinales (2-1)  |                   |           |                      |                                                                   |                                                                   |

### Toluca-Guadalajara
| 15 de noviembre de 2012 21:00 UTC-6 | Guadalajara                    | 1:2 (0:2) | Toluca                       | Estadio Omnilife, Guadalajara, Jalisco.                               |                                                                       |
|                                     | Rafael Márquez Lugo 75' (pen.) | Reporte   | Antonio Ríos 25' · Sinha 29' | Asistencia: 23,189 espectadores Árbitro(s): Fernando Guerrero Ramírez | Asistencia: 23,189 espectadores Árbitro(s): Fernando Guerrero Ramírez |

| 18 de noviembre de 2012 12:00 UTC-6 | Toluca                                                     | 3:1 (0:0) | Guadalajara      | Estadio Nemesio Díez, Toluca, Edo. Méx.                                      |                                                                              |
|                                     | Wilson Tiago 56' · Lucas Silva 58' · Juan Carlos Cacho 71' | Reporte   | Erick Torres 81' | Asistencia: 19,575 espectadores Árbitro(s): Jesús Fabricio Morales Bojorquez | Asistencia: 19,575 espectadores Árbitro(s): Jesús Fabricio Morales Bojorquez |
| Toluca avanza a semifinales (5-2)   |                                                            |           |                  |                                                                              |                                                                              |

## Semifinales

### Toluca-América
| 22 de noviembre de 2012 19:00 UTC-6 | América | 0:2 (0:0) | Toluca                              | Estadio Azteca, México, D. F.                                         |                                                                       |
|                                     |         | Reporte   | Lucas Silva 54' · Edgar Benítez 90' | Asistencia: 85,515 espectadores Árbitro(s): Jorge Antonio Pérez Durán | Asistencia: 85,515 espectadores Árbitro(s): Jorge Antonio Pérez Durán |

| 25 de noviembre de 2012 12:00 UTC-6 | Toluca            | 1:2 (0:2) | América                                  | Estadio Nemesio Díez, Toluca, Edo. Méx.                           |                                                                   |
|                                     | Edgar Benítez 59' | Reporte   | Miguel Layún 15' · Daniel Montenegro 36' | Asistencia: 19,539 espectadores Árbitro(s): Roberto García Orozco | Asistencia: 19,539 espectadores Árbitro(s): Roberto García Orozco |
| Toluca avanza a la final (3-2)      |                   |           |                                          |                                                                   |                                                                   |

### Tijuana-León
| 22 de noviembre de 2012 21:06 UTC-6 | León                                | 2:0 (0:0) | Tijuana | Estadio León, León, Guanajuato.                                        |                                                                        |
|                                     | Othoniel Arce 56' · Carlos Peña 57' | Reporte   |         | Asistencia: 24,808 espectadores Árbitro(s): Francisco Chacón Gutiérrez | Asistencia: 24,808 espectadores Árbitro(s): Francisco Chacón Gutiérrez |

| 25 de noviembre de 2012 16:30 UTC-8 | Tijuana                                                    | 3:0 (1:0) | León | Estadio Caliente, Tijuana, Baja California.                                |                                                                            |
|                                     | Fidel Martínez 42' · Duvier Riascos 67' · Richard Ruiz 90' | Reporte   |      | Asistencia: 22,333 espectadores Árbitro(s): Marco Antonio Rodríguez Moreno | Asistencia: 22,333 espectadores Árbitro(s): Marco Antonio Rodríguez Moreno |
| Tijuana avanza a la final (3-2)     |                                                            |           |      |                                                                            |                                                                            |

## Final

### Toluca-Tijuana
| 29 de noviembre de 2012 19:00 UTC-8 | Tijuana                                | 2:1 (2:1) | Toluca            | Estadio Caliente, Tijuana, Baja California.                       |                                                                   |
|                                     | Fidel Martínez 23' · Pablo Aguilar 39' | Reporte   | Edgar Benítez 25' | Asistencia: 22,333 espectadores Árbitro(s): Roberto García Orozco | Asistencia: 22,333 espectadores Árbitro(s): Roberto García Orozco |

| 2 de diciembre de 2012 18:00 UTC-6             | Toluca | 0:2 (0:0) | Tijuana                               | Estadio Nemesio Díez, Toluca, Edo. Méx.                                |                                                                        |
|                                                |        | Reporte   | Richard Ruiz 69' · Duvier Riascos 70' | Asistencia: 19,539 espectadores Árbitro(s): Francisco Chacón Gutiérrez | Asistencia: 19,539 espectadores Árbitro(s): Francisco Chacón Gutiérrez |
| Tijuana campeón del Torneo Apertura 2012 (1-4) |        |           |                                       |                                                                        |                                                                        |

#### Final - Ida
| 13    | POR   | Cirilo Saucedo     |     |
| 2     | DEF   | Edgar Castillo     |     |
| 3     | DEF   | Javier Gandolfi    |     |
| 6     | DEF   | Pablo Aguilar      |     |
| 22    | DEF   | Juan Carlos Núñez  |     |
| 11    | MED   | Fidel Martínez     | 78' |
| 15    | MED   | Joe Corona         | 72' |
| 16    | MED   | Cristian Pellerano |     |
| 8     | MED   | Fernando Arce      |     |
| 20    | DEL   | Duvier Riascos     |     |
| 9     | DEL   | Alfredo Moreno     | 54' |
| D. T. | D. T. | Antonio Mohamed    |     |

| 1     | POR   | Alfredo Talavera         |     |
| 6     | DEF   | Carlos Gerardo Rodríguez |     |
| 14    | DEF   | Edgar Dueñas             |     |
| 2     | DEF   | Diego Novaretti          |     |
| 7     | DEF   | Marvin Cabrera           |     |
| 10    | MED   | Antonio Naelson          | 70' |
| 5     | MED   | Wilson Tiago             |     |
| 15    | MED   | Antonio Ríos             | 45' |
| 8     | MED   | Lucas Silva              |     |
| 23    | DEL   | Edgar Benítez            | 81' |
| 29    | DEL   | Luis Tejada              |     |
| D. T. | D. T. | Enrique Meza             |     |

| 23 | Defensa        | Richard Ruiz    | 54' |
| 7  | Centrocampista | Leandro Augusto | 72' |
| 10 | Delantero      | Raúl Enríquez   | 78' |

| 19 | Centrocampista | Edy Brambila      | 45' |
| 9  | Delantero      | Juan Carlos Cacho | 70' |
| 18 | Delantero      | Isaac Brizuela    | 81' |

| 23' · 39' | Fidel Martínez Pablo Aguilar | 1:0 2:1 |

| 25' | Edgar Benítez | 1:1 |

| 40' · 82' | Cristian Pellerano Fernando Arce |

| 40' · 80' | Antonio Naelson Alfredo Talavera |

| Principal  | Roberto García Orozco            |
| Asistentes | José Luis Camargo Callado        |
|            | Juan Joel Rangel Maya            |
| Cuarto     | Jesús Fabricio Morales Bojorquez |

|                    |     |     |
| Tiros              | 20  | 7   |
| Tiros a puerta     | 8   | 2   |
| Faltas             | 11  | 10  |
| Saques de esquina  | 1   | 4   |
| Fueras de juego    | 3   | 1   |
| Posesión del balón | 55% | 45% |

| Alineación inicial |

| 13    | POR   | Cirilo Saucedo     |     |
| 2     | DEF   | Edgar Castillo     |     |
| 3     | DEF   | Javier Gandolfi    |     |
| 6     | DEF   | Pablo Aguilar      |     |
| 22    | DEF   | Juan Carlos Núñez  |     |
| 11    | MED   | Fidel Martínez     | 78' |
| 15    | MED   | Joe Corona         | 72' |
| 16    | MED   | Cristian Pellerano |     |
| 8     | MED   | Fernando Arce      |     |
| 20    | DEL   | Duvier Riascos     |     |
| 9     | DEL   | Alfredo Moreno     | 54' |
| D. T. | D. T. | Antonio Mohamed    |     |

| 1     | POR   | Alfredo Talavera         |     |
| 6     | DEF   | Carlos Gerardo Rodríguez |     |
| 14    | DEF   | Edgar Dueñas             |     |
| 2     | DEF   | Diego Novaretti          |     |
| 7     | DEF   | Marvin Cabrera           |     |
| 10    | MED   | Antonio Naelson          | 70' |
| 5     | MED   | Wilson Tiago             |     |
| 15    | MED   | Antonio Ríos             | 45' |
| 8     | MED   | Lucas Silva              |     |
| 23    | DEL   | Edgar Benítez            | 81' |
| 29    | DEL   | Luis Tejada              |     |
| D. T. | D. T. | Enrique Meza             |     |

| 23 | Defensa        | Richard Ruiz    | 54' |
| 7  | Centrocampista | Leandro Augusto | 72' |
| 10 | Delantero      | Raúl Enríquez   | 78' |

| 19 | Centrocampista | Edy Brambila      | 45' |
| 9  | Delantero      | Juan Carlos Cacho | 70' |
| 18 | Delantero      | Isaac Brizuela    | 81' |

| 23' · 39' | Fidel Martínez Pablo Aguilar | 1:0 2:1 |

| 25' | Edgar Benítez | 1:1 |

| 40' · 82' | Cristian Pellerano Fernando Arce |

| 40' · 80' | Antonio Naelson Alfredo Talavera |

| Principal  | Roberto García Orozco            |
| Asistentes | José Luis Camargo Callado        |
|            | Juan Joel Rangel Maya            |
| Cuarto     | Jesús Fabricio Morales Bojorquez |

|                    |     |     |
| Tiros              | 20  | 7   |
| Tiros a puerta     | 8   | 2   |
| Faltas             | 11  | 10  |
| Saques de esquina  | 1   | 4   |
| Fueras de juego    | 3   | 1   |
| Posesión del balón | 55% | 45% |

| Alineación inicial |

| 13    | POR   | Cirilo Saucedo     |     |
| 2     | DEF   | Edgar Castillo     |     |
| 3     | DEF   | Javier Gandolfi    |     |
| 6     | DEF   | Pablo Aguilar      |     |
| 22    | DEF   | Juan Carlos Núñez  |     |
| 11    | MED   | Fidel Martínez     | 78' |
| 15    | MED   | Joe Corona         | 72' |
| 16    | MED   | Cristian Pellerano |     |
| 8     | MED   | Fernando Arce      |     |
| 20    | DEL   | Duvier Riascos     |     |
| 9     | DEL   | Alfredo Moreno     | 54' |
| D. T. | D. T. | Antonio Mohamed    |     |

| 1     | POR   | Alfredo Talavera         |     |
| 6     | DEF   | Carlos Gerardo Rodríguez |     |
| 14    | DEF   | Edgar Dueñas             |     |
| 2     | DEF   | Diego Novaretti          |     |
| 7     | DEF   | Marvin Cabrera           |     |
| 10    | MED   | Antonio Naelson          | 70' |
| 5     | MED   | Wilson Tiago             |     |
| 15    | MED   | Antonio Ríos             | 45' |
| 8     | MED   | Lucas Silva              |     |
| 23    | DEL   | Edgar Benítez            | 81' |
| 29    | DEL   | Luis Tejada              |     |
| D. T. | D. T. | Enrique Meza             |     |

| 23 | Defensa        | Richard Ruiz    | 54' |
| 7  | Centrocampista | Leandro Augusto | 72' |
| 10 | Delantero      | Raúl Enríquez   | 78' |

| 19 | Centrocampista | Edy Brambila      | 45' |
| 9  | Delantero      | Juan Carlos Cacho | 70' |
| 18 | Delantero      | Isaac Brizuela    | 81' |

| 23' · 39' | Fidel Martínez Pablo Aguilar | 1:0 2:1 |

| 25' | Edgar Benítez | 1:1 |

| 40' · 82' | Cristian Pellerano Fernando Arce |

| 40' · 80' | Antonio Naelson Alfredo Talavera |

| Principal  | Roberto García Orozco            |
| Asistentes | José Luis Camargo Callado        |
|            | Juan Joel Rangel Maya            |
| Cuarto     | Jesús Fabricio Morales Bojorquez |

|                    |     |     |
| Tiros              | 20  | 7   |
| Tiros a puerta     | 8   | 2   |
| Faltas             | 11  | 10  |
| Saques de esquina  | 1   | 4   |
| Fueras de juego    | 3   | 1   |
| Posesión del balón | 55% | 45% |

| Alineación inicial |

| 13    | POR   | Cirilo Saucedo     |     |
| 2     | DEF   | Edgar Castillo     |     |
| 3     | DEF   | Javier Gandolfi    |     |
| 6     | DEF   | Pablo Aguilar      |     |
| 22    | DEF   | Juan Carlos Núñez  |     |
| 11    | MED   | Fidel Martínez     | 78' |
| 15    | MED   | Joe Corona         | 72' |
| 16    | MED   | Cristian Pellerano |     |
| 8     | MED   | Fernando Arce      |     |
| 20    | DEL   | Duvier Riascos     |     |
| 9     | DEL   | Alfredo Moreno     | 54' |
| D. T. | D. T. | Antonio Mohamed    |     |

| 1     | POR   | Alfredo Talavera         |     |
| 6     | DEF   | Carlos Gerardo Rodríguez |     |
| 14    | DEF   | Edgar Dueñas             |     |
| 2     | DEF   | Diego Novaretti          |     |
| 7     | DEF   | Marvin Cabrera           |     |
| 10    | MED   | Antonio Naelson          | 70' |
| 5     | MED   | Wilson Tiago             |     |
| 15    | MED   | Antonio Ríos             | 45' |
| 8     | MED   | Lucas Silva              |     |
| 23    | DEL   | Edgar Benítez            | 81' |
| 29    | DEL   | Luis Tejada              |     |
| D. T. | D. T. | Enrique Meza             |     |

| 23 | Defensa        | Richard Ruiz    | 54' |
| 7  | Centrocampista | Leandro Augusto | 72' |
| 10 | Delantero      | Raúl Enríquez   | 78' |

| 19 | Centrocampista | Edy Brambila      | 45' |
| 9  | Delantero      | Juan Carlos Cacho | 70' |
| 18 | Delantero      | Isaac Brizuela    | 81' |

| 23' · 39' | Fidel Martínez Pablo Aguilar | 1:0 2:1 |

| 25' | Edgar Benítez | 1:1 |

| 40' · 82' | Cristian Pellerano Fernando Arce |

| 40' · 80' | Antonio Naelson Alfredo Talavera |

| Principal  | Roberto García Orozco            |
| Asistentes | José Luis Camargo Callado        |
|            | Juan Joel Rangel Maya            |
| Cuarto     | Jesús Fabricio Morales Bojorquez |

|                    |     |     |
| Tiros              | 20  | 7   |
| Tiros a puerta     | 8   | 2   |
| Faltas             | 11  | 10  |
| Saques de esquina  | 1   | 4   |
| Fueras de juego    | 3   | 1   |
| Posesión del balón | 55% | 45% |

| Alineación inicial |

#### Final - Vuelta
| 1     | POR   | Alfredo Talavera         |     |
| 6     | DEF   | Carlos Gerardo Rodríguez |     |
| 14    | DEF   | Edgar Dueñas             | 64' |
| 2     | DEF   | Diego Novaretti          |     |
| 11    | DEF   | Carlos Esquivel          |     |
| 10    | MED   | Antonio Naelson          |     |
| 5     | MED   | Wilson Tiago             |     |
| 15    | MED   | Antonio Ríos             | 45' |
| 8     | MED   | Lucas Silva              |     |
| 23    | DEL   | Edgar Benítez            |     |
| 29    | DEL   | Luis Tejada              | 76' |
| D. T. | D. T. | Enrique Meza             |     |

| 13    | POR   | Cirilo Saucedo     |     |
| 2     | DEF   | Edgar Castillo     |     |
| 3     | DEF   | Javier Gandolfi    |     |
| 6     | DEF   | Pablo Aguilar      |     |
| 22    | DEF   | Juan Carlos Núñez  |     |
| 11    | MED   | Fidel Martínez     |     |
| 15    | MED   | Joe Corona         | 66' |
| 16    | MED   | Cristian Pellerano |     |
| 8     | MED   | Fernando Arce      |     |
| 20    | DEL   | Duvier Riascos     | 74' |
| 9     | DEL   | Alfredo Moreno     | 45' |
| D. T. | D. T. | Antonio Mohamed    |     |

| 19 | Centrocampista | Edy Brambila      | 45' |
| 9  | Delantero      | Juan Carlos Cacho | 64' |
| 18 | Delantero      | Isaac Brizuela    | 76' |

| 23 | Defensa        | Richard Ruiz    | 45' |
| 5  | Defensa        | Joshua Abrego   | 66' |
| 17 | Centrocampista | Jorge Hernández | 74' |

| 69' · 70' | Richard Ruiz Duvier Riascos | 0:1 0:2 |

| 7' · 68' | Carlos Esquivel Diego Novaretti |

| 70' · 85' | Duvier Riascos Fidel Martínez |

| Principal  | Francisco Chacón Gutiérrez   |
| Asistentes | Alberto Morin Méndez         |
|            | Salvador Rodríguez Gorrocino |
| Cuarto     | Jorge Antonio Pérez Durán    |

|                    |     |     |
| Tiros              | 11  | 9   |
| Tiros a puerta     | 4   | 5   |
| Faltas             | 12  | 13  |
| Saques de esquina  | 4   | 5   |
| Fueras de juego    | 0   | 0   |
| Posesión del balón | 68% | 32% |

| Alineación inicial |

| 1     | POR   | Alfredo Talavera         |     |
| 6     | DEF   | Carlos Gerardo Rodríguez |     |
| 14    | DEF   | Edgar Dueñas             | 64' |
| 2     | DEF   | Diego Novaretti          |     |
| 11    | DEF   | Carlos Esquivel          |     |
| 10    | MED   | Antonio Naelson          |     |
| 5     | MED   | Wilson Tiago             |     |
| 15    | MED   | Antonio Ríos             | 45' |
| 8     | MED   | Lucas Silva              |     |
| 23    | DEL   | Edgar Benítez            |     |
| 29    | DEL   | Luis Tejada              | 76' |
| D. T. | D. T. | Enrique Meza             |     |

| 13    | POR   | Cirilo Saucedo     |     |
| 2     | DEF   | Edgar Castillo     |     |
| 3     | DEF   | Javier Gandolfi    |     |
| 6     | DEF   | Pablo Aguilar      |     |
| 22    | DEF   | Juan Carlos Núñez  |     |
| 11    | MED   | Fidel Martínez     |     |
| 15    | MED   | Joe Corona         | 66' |
| 16    | MED   | Cristian Pellerano |     |
| 8     | MED   | Fernando Arce      |     |
| 20    | DEL   | Duvier Riascos     | 74' |
| 9     | DEL   | Alfredo Moreno     | 45' |
| D. T. | D. T. | Antonio Mohamed    |     |

| 19 | Centrocampista | Edy Brambila      | 45' |
| 9  | Delantero      | Juan Carlos Cacho | 64' |
| 18 | Delantero      | Isaac Brizuela    | 76' |

| 23 | Defensa        | Richard Ruiz    | 45' |
| 5  | Defensa        | Joshua Abrego   | 66' |
| 17 | Centrocampista | Jorge Hernández | 74' |

| 69' · 70' | Richard Ruiz Duvier Riascos | 0:1 0:2 |

| 7' · 68' | Carlos Esquivel Diego Novaretti |

| 70' · 85' | Duvier Riascos Fidel Martínez |

| Principal  | Francisco Chacón Gutiérrez   |
| Asistentes | Alberto Morin Méndez         |
|            | Salvador Rodríguez Gorrocino |
| Cuarto     | Jorge Antonio Pérez Durán    |

|                    |     |     |
| Tiros              | 11  | 9   |
| Tiros a puerta     | 4   | 5   |
| Faltas             | 12  | 13  |
| Saques de esquina  | 4   | 5   |
| Fueras de juego    | 0   | 0   |
| Posesión del balón | 68% | 32% |

| Alineación inicial |

| 1     | POR   | Alfredo Talavera         |     |
| 6     | DEF   | Carlos Gerardo Rodríguez |     |
| 14    | DEF   | Edgar Dueñas             | 64' |
| 2     | DEF   | Diego Novaretti          |     |
| 11    | DEF   | Carlos Esquivel          |     |
| 10    | MED   | Antonio Naelson          |     |
| 5     | MED   | Wilson Tiago             |     |
| 15    | MED   | Antonio Ríos             | 45' |
| 8     | MED   | Lucas Silva              |     |
| 23    | DEL   | Edgar Benítez            |     |
| 29    | DEL   | Luis Tejada              | 76' |
| D. T. | D. T. | Enrique Meza             |     |

| 13    | POR   | Cirilo Saucedo     |     |
| 2     | DEF   | Edgar Castillo     |     |
| 3     | DEF   | Javier Gandolfi    |     |
| 6     | DEF   | Pablo Aguilar      |     |
| 22    | DEF   | Juan Carlos Núñez  |     |
| 11    | MED   | Fidel Martínez     |     |
| 15    | MED   | Joe Corona         | 66' |
| 16    | MED   | Cristian Pellerano |     |
| 8     | MED   | Fernando Arce      |     |
| 20    | DEL   | Duvier Riascos     | 74' |
| 9     | DEL   | Alfredo Moreno     | 45' |
| D. T. | D. T. | Antonio Mohamed    |     |

| 19 | Centrocampista | Edy Brambila      | 45' |
| 9  | Delantero      | Juan Carlos Cacho | 64' |
| 18 | Delantero      | Isaac Brizuela    | 76' |

| 23 | Defensa        | Richard Ruiz    | 45' |
| 5  | Defensa        | Joshua Abrego   | 66' |
| 17 | Centrocampista | Jorge Hernández | 74' |

| 69' · 70' | Richard Ruiz Duvier Riascos | 0:1 0:2 |

| 7' · 68' | Carlos Esquivel Diego Novaretti |

| 70' · 85' | Duvier Riascos Fidel Martínez |

| Principal  | Francisco Chacón Gutiérrez   |
| Asistentes | Alberto Morin Méndez         |
|            | Salvador Rodríguez Gorrocino |
| Cuarto     | Jorge Antonio Pérez Durán    |

|                    |     |     |
| Tiros              | 11  | 9   |
| Tiros a puerta     | 4   | 5   |
| Faltas             | 12  | 13  |
| Saques de esquina  | 4   | 5   |
| Fueras de juego    | 0   | 0   |
| Posesión del balón | 68% | 32% |

| Alineación inicial |

| 1     | POR   | Alfredo Talavera         |     |
| 6     | DEF   | Carlos Gerardo Rodríguez |     |
| 14    | DEF   | Edgar Dueñas             | 64' |
| 2     | DEF   | Diego Novaretti          |     |
| 11    | DEF   | Carlos Esquivel          |     |
| 10    | MED   | Antonio Naelson          |     |
| 5     | MED   | Wilson Tiago             |     |
| 15    | MED   | Antonio Ríos             | 45' |
| 8     | MED   | Lucas Silva              |     |
| 23    | DEL   | Edgar Benítez            |     |
| 29    | DEL   | Luis Tejada              | 76' |
| D. T. | D. T. | Enrique Meza             |     |

| 13    | POR   | Cirilo Saucedo     |     |
| 2     | DEF   | Edgar Castillo     |     |
| 3     | DEF   | Javier Gandolfi    |     |
| 6     | DEF   | Pablo Aguilar      |     |
| 22    | DEF   | Juan Carlos Núñez  |     |
| 11    | MED   | Fidel Martínez     |     |
| 15    | MED   | Joe Corona         | 66' |
| 16    | MED   | Cristian Pellerano |     |
| 8     | MED   | Fernando Arce      |     |
| 20    | DEL   | Duvier Riascos     | 74' |
| 9     | DEL   | Alfredo Moreno     | 45' |
| D. T. | D. T. | Antonio Mohamed    |     |

| 19 | Centrocampista | Edy Brambila      | 45' |
| 9  | Delantero      | Juan Carlos Cacho | 64' |
| 18 | Delantero      | Isaac Brizuela    | 76' |

| 23 | Defensa        | Richard Ruiz    | 45' |
| 5  | Defensa        | Joshua Abrego   | 66' |
| 17 | Centrocampista | Jorge Hernández | 74' |

| 69' · 70' | Richard Ruiz Duvier Riascos | 0:1 0:2 |

| 7' · 68' | Carlos Esquivel Diego Novaretti |

| 70' · 85' | Duvier Riascos Fidel Martínez |

| Principal  | Francisco Chacón Gutiérrez   |
| Asistentes | Alberto Morin Méndez         |
|            | Salvador Rodríguez Gorrocino |
| Cuarto     | Jorge Antonio Pérez Durán    |

|                    |     |     |
| Tiros              | 11  | 9   |
| Tiros a puerta     | 4   | 5   |
| Faltas             | 12  | 13  |
| Saques de esquina  | 4   | 5   |
| Fueras de juego    | 0   | 0   |
| Posesión del balón | 68% | 32% |

| Alineación inicial |

| Campeón Apertura 2012 |
| --------------------- |
|                       |
| Tijuana               |
| 1° Título             |